# BMW (Motorsport)

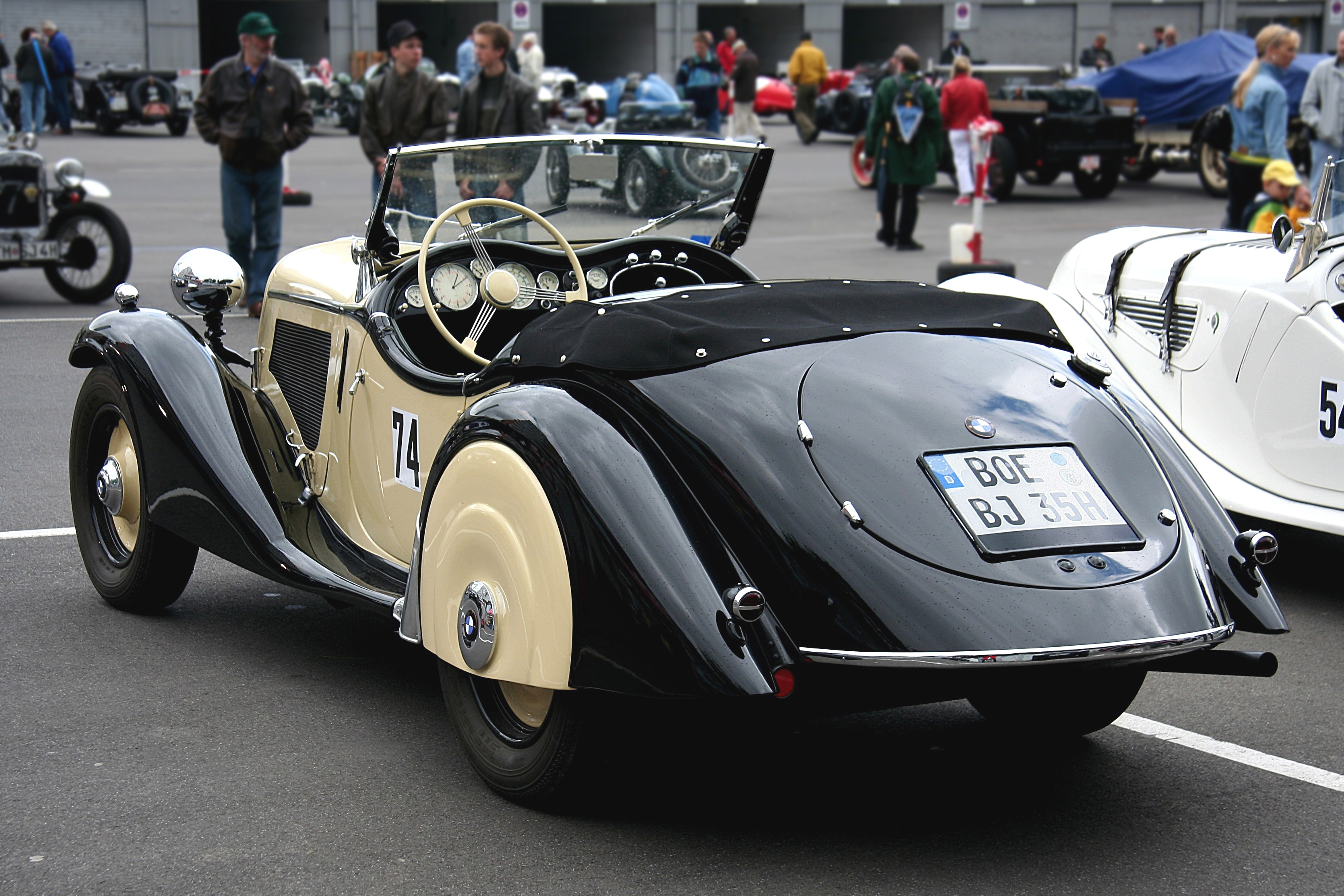
BMW 315/1 beim Oldtimer-Festival des DAMC im alten Fahrerlager des Nürburgrings

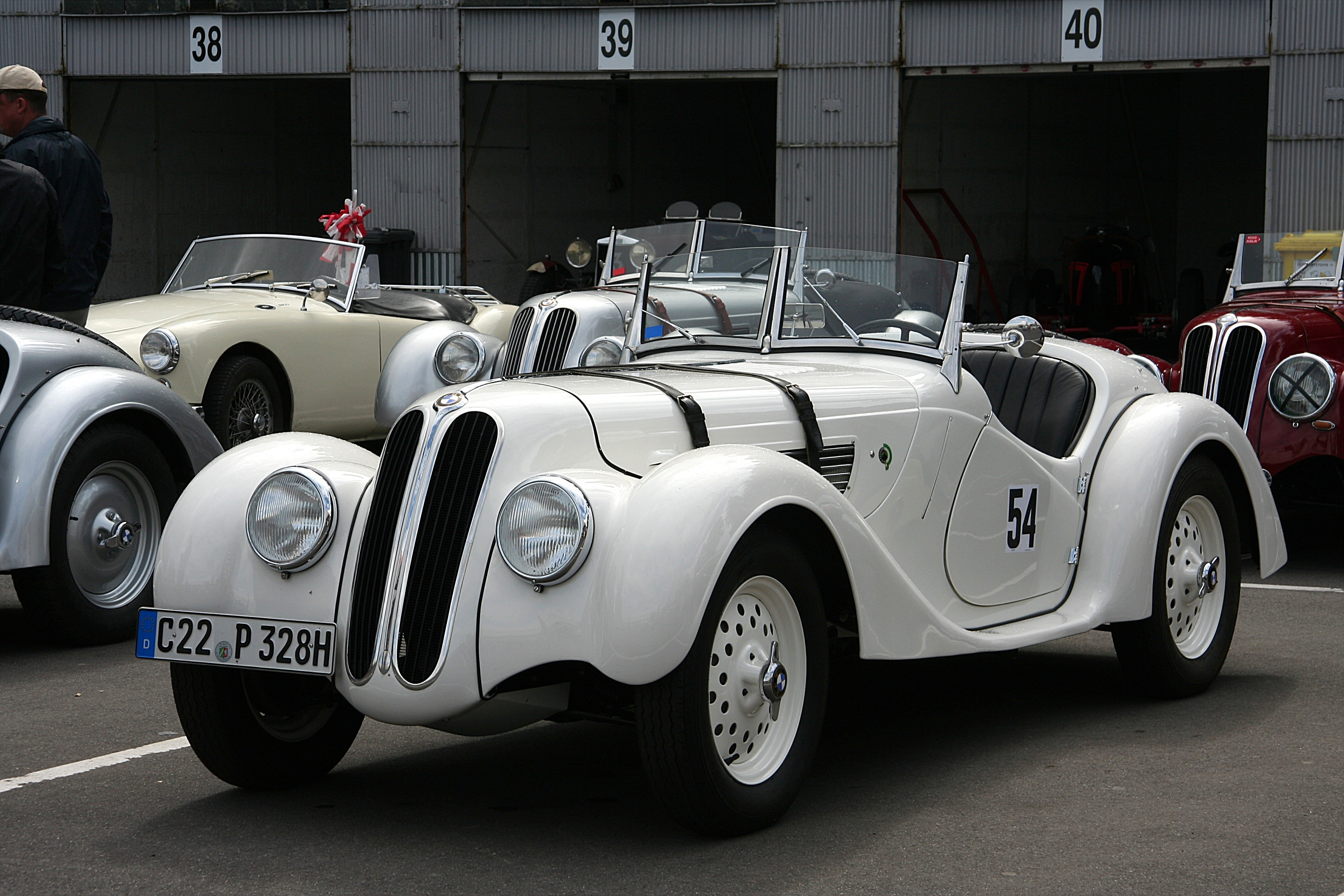
BMW 328

BMW-Motorsport begann im Januar 1924, als Konstrukteur Rudolf Schleicher mit einer BMW R 32 zur Streckenfahrt von München nach Garmisch startete. Seit 1929 ist BMW ebenso im internationalen Automobilmotorsport in den unterschiedlichsten Rennserien vertreten. Zeitweise lag der Schwerpunkt in der Formel 1, wo BMW vorwiegend als Motorenlieferant und kurze Zeit mit einem eigenen Team aktiv war. Darüber hinaus engagiert sich BMW im Tourenwagensport, bei Langstreckenrennen und in der Formel E. Ferner betrieb das Unternehmen die Formel BMW als Einsteigerklasse des Formel-Rennsports und Vorstufe zur Formel 3. Auch im Motorradsport tritt BMW traditionell in verschiedenen Rennklassen an, von 2009 bis 2013 in der Superbike-Weltmeisterschaft.

## Automobilsport

### Erfolg mit Sportwagen seit 1929

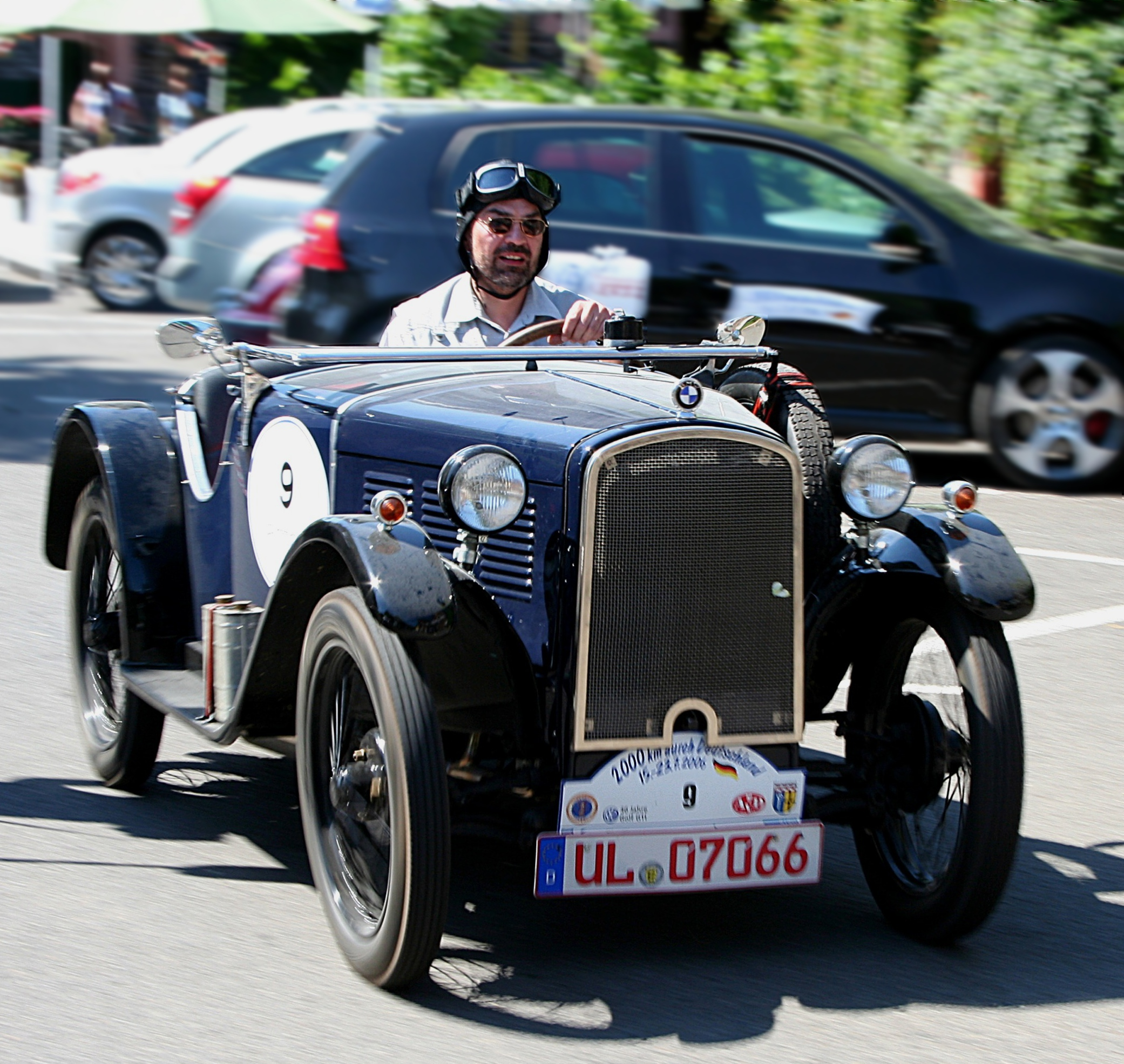
BMW DA 3/15, Baujahr 1930

Schon früh nach dem Beginn ihres Automobilbaus beteiligten sich die Bayerischen Motorenwerke mit ihren Wagen am Motorsport und erzielten 1929 den ersten großen Erfolg, als die Fahrer Buchner, Kandt und Wagner mit ihren BMW Dixi 3/15 PS den Mannschaftspreis der Internationalen Alpenfahrt 1929 gewannen. Beim Eifelrennen im Juli 1930 auf der Südschleife des Nürburgrings belegten die BMW-Dixi-Fahrer in der Klasse bis 750 cm³ die Plätze eins bis drei, nachdem der zunächst führende DKW bereits in Runde zehn ausgefallen war. Der siegreiche BMW fuhr seine 25 Runden bzw. 193,675 km in 2:31,22 Stunden, was einer Durchschnittsgeschwindigkeit von 76,8 km/h entsprach.
Innerhalb weniger Jahre entfernte sich BMW vom kleinen ¾-Liter-Vierzylindermotor und nahm 1935 mit den Sportroadstern 315/1 und 319/1 sowohl am Feldbergrennen als auch am Eifelrennen teil, in dem die Klasse der Sportwagen bis 1500 cm³ vier und die Klasse bis 2000 cm³ fünf Runden auf der Nürburgring-Nordschleife fuhr. Ernst von Delius auf einem 319/1 mit 6-Zylinder-Motor gewann seine Klasse mit einem Durchschnitt von 101,4 km/h vor Paul von Guilleaume auf Adler.
Der BMW 319/1 war die Vorlage für den bekanntesten BMW-Sportwagen in der Zeit vor dem Zweiten Weltkrieg. Der 1936 vorgestellte BMW 328 auf der Basis des Pkw-Modells 326. Sein Renndebüt hatte der 328 beim Eifelrennen im Juni 1936. Ernst Jakob Henne gewann bei regnerischem Wetter die Sportwagenklasse bis 2 Liter Hubraum ohne Kompressor mit einem Durchschnitt von 101,7 km/h; seine Bestzeit lag bei 105 km/h. Weitere Erfolge schlossen sich an, unter anderem bei der Tourist Trophy 1936 und 1937, beim Sportwagenrennen auf der AVUS und im Rahmen des Großen Preises von Deutschland 1938, beim 24-Stunden-Rennen von Le Mans 1939 mit einem Touring-Coupé und bei der Mille Miglia 1940.
Zur Mille Miglia waren fünf BMW 328 angetreten, zwei Coupés unter Nennung der Bayerischen Motoren Werke und drei Roadster als NSKK-Team. Die Rennmotoren leisteten etwa 118 bis 122 PS, sodass die strömungsgünstigen Coupés mit einem Gewicht von rund 780 kg bis zu 220 km/h schnell gewesen sein dürften. Die um 80 kg leichteren, aber weniger windschlüpfigen Roadster waren geringfügig langsamer. Die Mannschaft Fritz Huschke von Hanstein/Walter Bäumer gewann das Rennen über 1484 km mit dem Coupé, Fahrgestellnummer 85368, in der Zeit von 8:54:46,3 Stunden mit einer Durchschnittsgeschwindigkeit von 166,7 km/h. Adolf Brudes/Ralph Roese auf dem ersten 328-Roadster wurden Dritte, Wilhelm Briem/Uli Richter und Hans Wencher/Rudolf Scholz mit den beiden anderen Fünfte und Sechste. Das Coupé von Graf Giovanni Lurani/Franco Cortese war in Runde sieben nach einem Dreher mit beschädigter Ölleitung ausgefallen.

### Wiederbeginn nach dem Krieg

#### Vom Neuanfang bis in die 1960er-Jahre

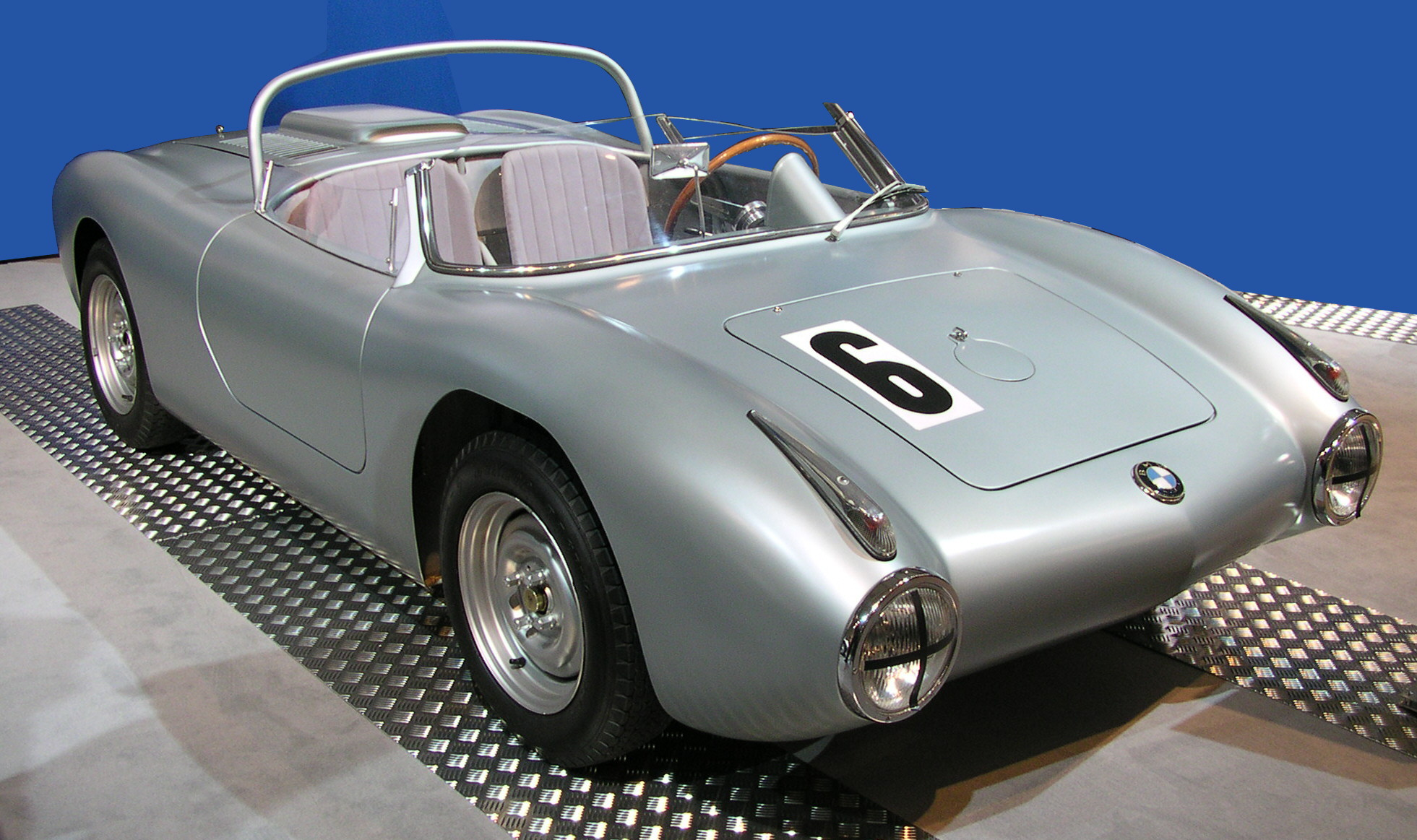
BMW 700 RS

Die Automobilproduktion von BMW nach dem Krieg begann 1952 mit dem BMW 501, einer repräsentativen Limousine, die auch im Motorsport eingesetzt wurde. Bei der Winterfahrt nach Oberstdorf vom 5. bis 10. Januar 1954 erzielte ein BMW 501 die beste Leistung und bei der Rallye Monte Carlo vom 18. bis 25. Januar 1954 wurden die Fahrer Ernst Loof, Helm Glöckler und Scheube Dritte der Mannschaftswertung. Im Folgenden trat BMW unter anderem mit dem BMW 502, dem BMW 507 und dem BMW 600 beim Großen Bergpreis von Österreich 1958 am Gaisberg an.
1959 erschien der BMW 700, den sowohl das Werk als auch viele Privatfahrer bei Rundstrecken- wie Bergrennen einsetzten und mit dem Hans Stuck 1960 Deutscher Bergmeister wurde.

#### Erfolge mit dem BMW 700
Ab 1961 setzte BMW den von Alex von Falkenhausen und Heinz Eppelein konstruierten BMW 700 RS ein, einen Roadster mit Mittelmotor, der trotz der Namensgleichheit bis auf wenige Teile keine Ähnlichkeit mit dem Serienfahrzeug hatte. Nur zwei Stück des leichten Wagens mit Gitterrohrrahmen und Aluminiumkarosserie, der für den Straßenverkehr zugelassen war, wurden gebaut. Erster Einsatz war beim Roßfeld-Bergrennen am 18. Juni 1961. Walter Schneider gewann mit dem BMW 700 RS, den außerdem Heinz Eppelein, Alex von Falkenhausen und Hans Stuck fuhren, die Deutsche Bergmeisterschaft.
1967/68 baute BMW mit dem „Monti“ auf einem Lola-Fahrwerk einen zweisitzigen Rennwagen für die Europa-Bergmeisterschaft mit einem von Ludwig Apfelbeck konstruierten Zweiliter-Vierzylindermotor. Der vorwiegend von Dieter Quester gefahrene Spyder konnte jedoch den dominierenden Porsche von Gerhard Mitter nicht gefährden.

### BMW in der Europameisterschaft der Tourenwagen

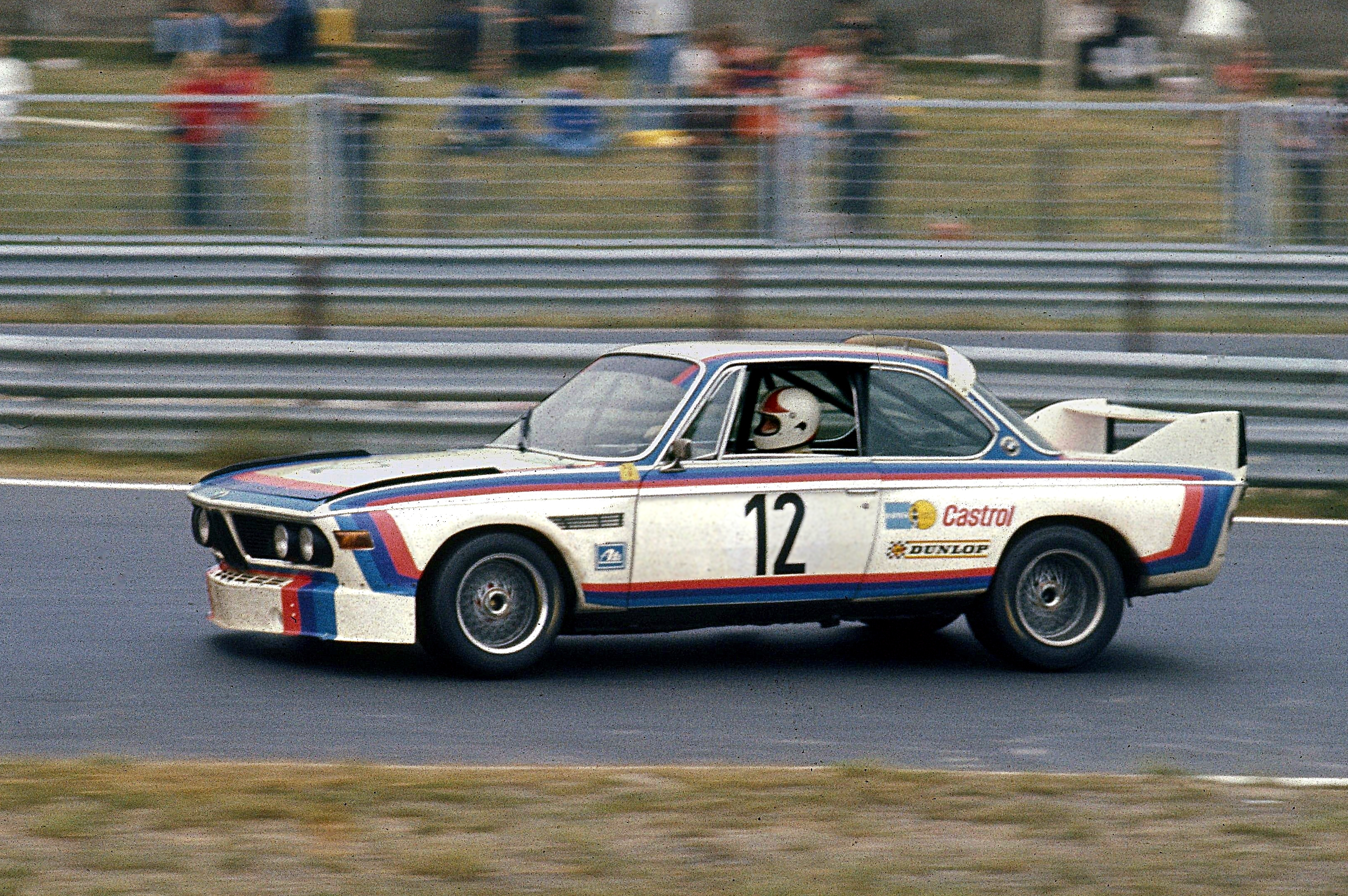
Der Werks-CSL mit Chris Amon 1973 beim Großen Preis der Tourenwagen auf dem Nürburgring. Amon/Stuck gewannen das 6-Stunden-Rennen vor einem weiteren CSL der BMW-Motorsport GmbH mit Hezemans/Quester/Menzel.

1973 gewann die 1972 gegründete BMW Motorsport GmbH – ein selbstständiges Motorsportunternehmen, das für BMW arbeitet – unter dem Rennleiter Jochen Neerpasch mit einem BMW 3.0 CSL und dem Fahrer Toine Hezemans die Europameisterschaft der Tourenwagen. Weitere Werksfahrer waren Dieter Quester, Harald Menzel, Chris Amon und Hans-Joachim Stuck. Das 6-Stunden-Rennen auf dem Nürburgring am 8. Juli 1973 gewannen Stuck/Amon mit 42 Runden in 6:03:06,5 Stunden (158,5 km/h) vor Hezemans/Quester und dem Alpina-BMW von Lauda/Joisten.
Marketingleiter Robert A. Lutz hatte Neerpasch, der schon 1968 die Rennabteilung von Ford-Deutschland aufgebaut hatte, zu BMW berufen, um die Entwicklung von Rennfahrzeugen und Renneinsätzen zu koordinieren. Diese Aufgabe wäre nach Neerpaschs Überzeugung innerhalb des Konzerns nur bedingt erfüllbar gewesen, sodass es zu der Ausgliederung in Form der unabhängig tätigen Motorsport-Gesellschaft kam. 1980 schied Neerpasch bei BMW aus. Sein Nachfolger als Rennleiter war bis 1985 Dieter Stappert.
Außer mit den CSL-Coupés war BMW auch in den kleineren Tourenwagenklassen erfolgreich, insbesondere mit dem BMW M 3, den BMW Motorsport erstmals im März 1987 beim ersten Rennen zur neu gegründeten Tourenwagenweltmeisterschaft einsetzte. Die M 3 belegten die ersten sechs Plätze, und Roberto Ravaglia gewann am Ende der Saison den Titel. Winni Vogt wurde im gleichen Jahr auf BMW M 3 Tourenwagen-Europameister und Eric van de Poele Deutscher Meister. Darüber hinaus gewann Bernhard Beguin mit dem für diesen Zweck nicht gedachten Wagen einen Rallye-Weltmeisterschaftslauf auf Korsika. Bis zum Ende der Saison 1992 erzielten BMW und die verschiedensten Teams wie auch Privatfahrer mit dem M 3 weltweit über 1500 Siege und machten ihn zum erfolgreichsten Tourenwagen der Welt. Das letzte Rennen waren 1992 die 24 Stunden von Spa-Francorchamps, das Steve Soper, Christian Danner und Jean-Michael Martin vom Team Fina Bastos vor zwei weiteren M 3 gewannen.

### Engagement in der Markenweltmeisterschaft und in Le Mans

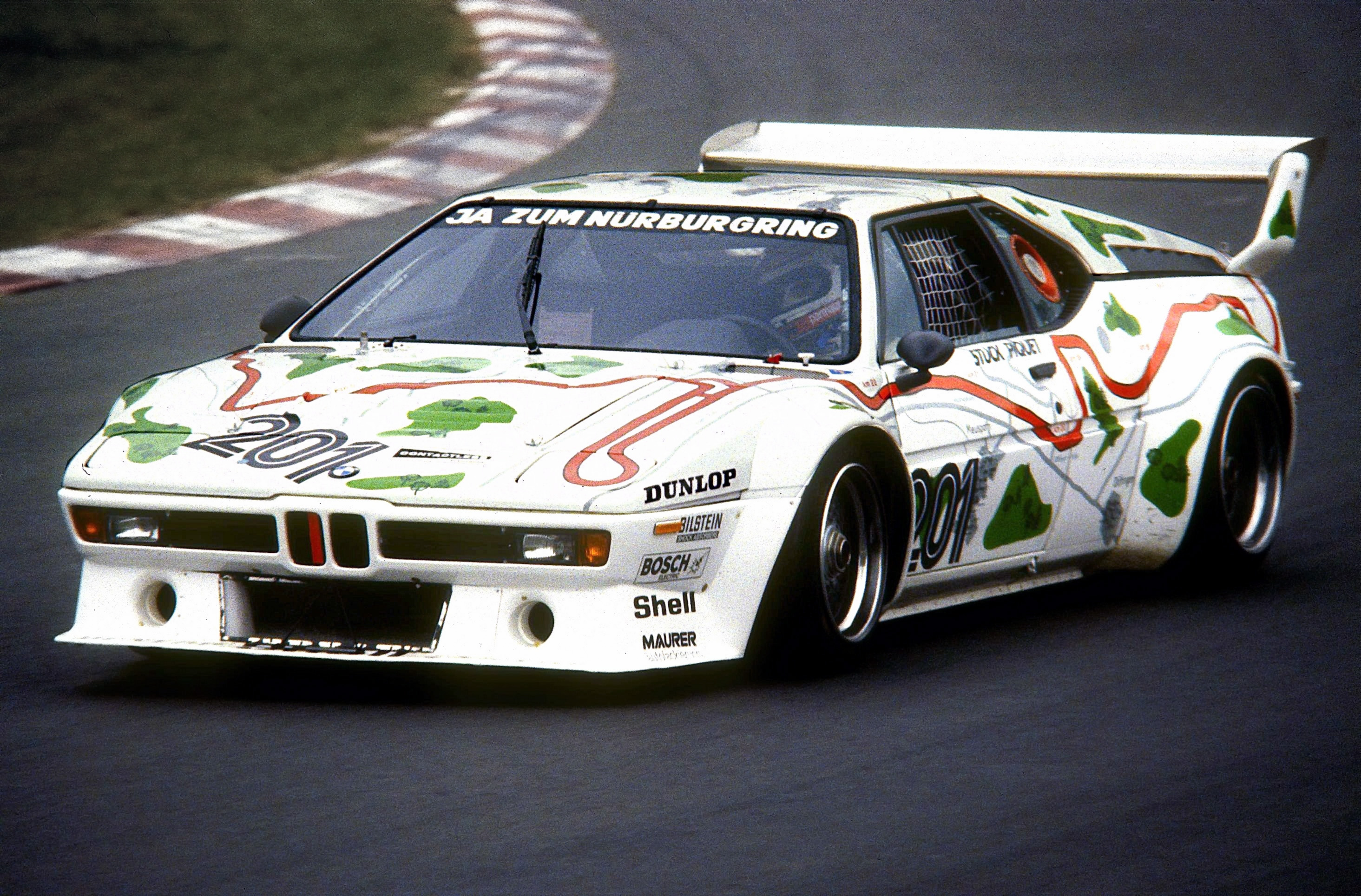
Nelson Piquet im BMW M1 von BMW Motorsport im Training zum 1000-km-Rennen auf dem Nürburgring 1980. Piquet/Stuck belegten Platz drei in der Gesamtwertung.

Nach den Erfolgen in der Europameisterschaft und in der Tourenwagenweltmeisterschaft beabsichtigte BMW Ende der 1970er-Jahre sich an der Markenweltmeisterschaft zu beteiligen, die mit Rennwagen der Gruppen 4 und 5 ausgetragen wurde. Gruppe 4 hieß, dass mindestens 400 Stück in 24 aufeinanderfolgenden Monaten gebaut worden sein mussten, für die Gruppe-5-Fahrzeuge war keine Mindeststückzahl vorgeschrieben, vorausgesetzt, dass sie auf einem homologierten Modell der niedrigeren Gruppen basierten. Das CSL-Coupé für den Zweck weiterzuentwickeln schien nicht möglich, sodass BMW ein wenige Jahre altes Sportwagenprojekt erneut aufgriff und 1978 den BMW M 1 vorstellte.
Um den BMW M 1 auch ohne Homologation ab 1979 im Renneinsatz zeigen und für den Verkauf der 400 Stück werben zu können, erdachte Rennleiter Neerpasch die Procar-Serie, einen Markenpokal im Rahmen der Formel-1-Rennen, in dem neben Privatfahrern jeweils die fünf trainingsschnellsten Formel-1-Fahrer starteten. 460 Wagen wurden in der Zeit von Juli 1978 bis Februar 1981 gebaut, davon 412 Straßenautos. Sieger der Procar-Serie waren 1979 Niki Lauda und 1980 Nelson Piquet.
In der Markenweltmeisterschaft starteten die M 1 unter anderem beim 1000-km-Rennen auf dem Nürburgring und bei den 24 Stunden von Le Mans. Im ersten Rennen am 25. Mai 1980 auf dem Nürburgring waren sie allerdings noch als Gruppe 9 eingestuft. Der von BMW Motorsport gemeldete Wagen mit Hans-Joachim Stuck und Nelson Piquet wurde Dritter hinter Rolf Stommelen/Jürgen Barth im Porsche 908/3 und John Fitzpatrick/Axel Plankenhorn/Dick Barbour, Porsche 935 K 3. Der BMW fuhr die 44 Runden bzw. 1004,740 km in 5:53:10,20 Stunden.
Sieger der 24 Stunden von Le Mans wurde BMW Motorsport 1999 mit einem BMW V12 LMR.

### Deutsche Tourenwagen-Meisterschaft (DTM)

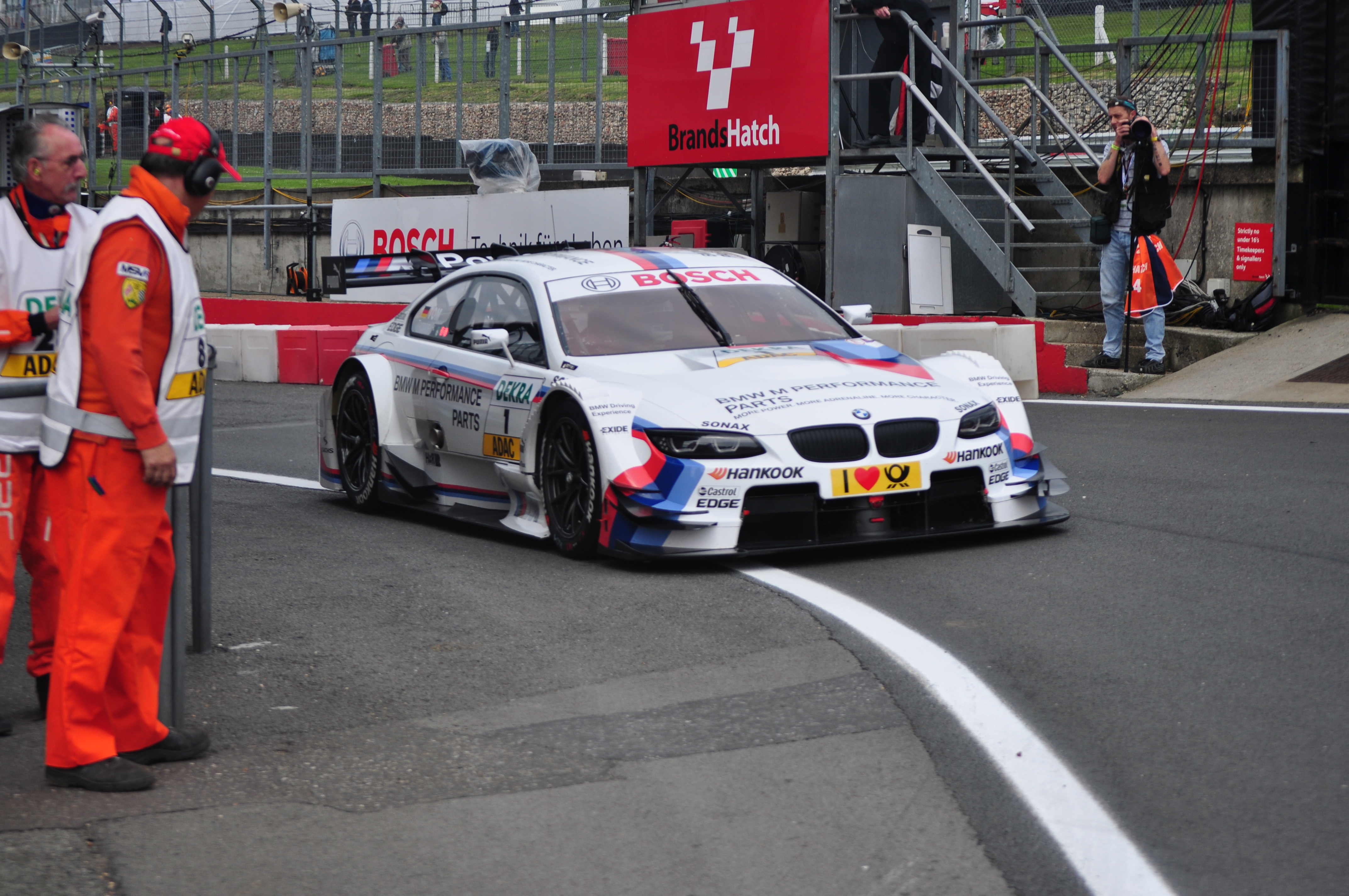
DTM 2012 in Brands Hatch

Bereits beim ersten Rennen der Deutschen Tourenwagen-Meisterschaft 1984 im belgischen Zolder waren BMW-Rennwagen vom Typ 635 CSi, 528i und 323i am Start. Sämtliche Fahrzeuge wurden von kleineren Teams und Privatpersonen eingesetzt. Unter anderem fuhren Hans-Joachim Stuck, Volker Strycek und Leopold Prinz von Bayern im ersten DTM-Rennen der Geschichte für die Münchener. Das Rennen wurde zum Dreifachtriumph für BMW; es gewann Harald Grohs vor Udo Schneider und Volker Strycek. Am Ende der Saison wurde Volker Strycek Deutscher Tourenwagen-Meister. Diesen Erfolg wiederholte BMW 1987 mit Eric van de Poele und 1989 mit Roberto Ravaglia. Von 1984 bis 1990 gewann BMW die prestigeträchtige Markenmeisterschaft durchgehend. Am Ende der Saison 1994 stieg BMW werksseitig aus der DTM aus und kehrte bis zum Ende der Serie im Jahr 1996 auch nicht mehr zurück.
Als 2000 die „neue“ DTM (Deutsche Tourenwagen-Masters) ins Leben gerufen wurde, arbeitete BMW zwar am Reglement mit, nahm aber wegen des Formel-1-Engagements nicht an dem Wettbewerb teil. Seitdem gab es immer wieder Spekulationen um eine Beteiligung. Doch erst nachdem BMW Ende 2009 das BMW Sauber Team wieder an Peter Sauber verkauft hatte, bestätigte der Vorstand im April 2010 den Wiedereinstieg in die DTM für die Saison 2012, in der BMW mit Bruno Spengler die Meisterschaft und den Markentitel gewann.

### Formel 2
Von 1968 bis 1984 war BMW in der Formel-2-Europameisterschaft vertreten. Anfänglich unterhielt BMW ein eigenes Werksteam, später lieferte das Unternehmen Motoren für zahlreiche Rennställe. In dieser Zeit gewannen sechs Fahrer, die BMW-Motoren einsetzten, den Meistertitel.

#### Eigenes Werksteam

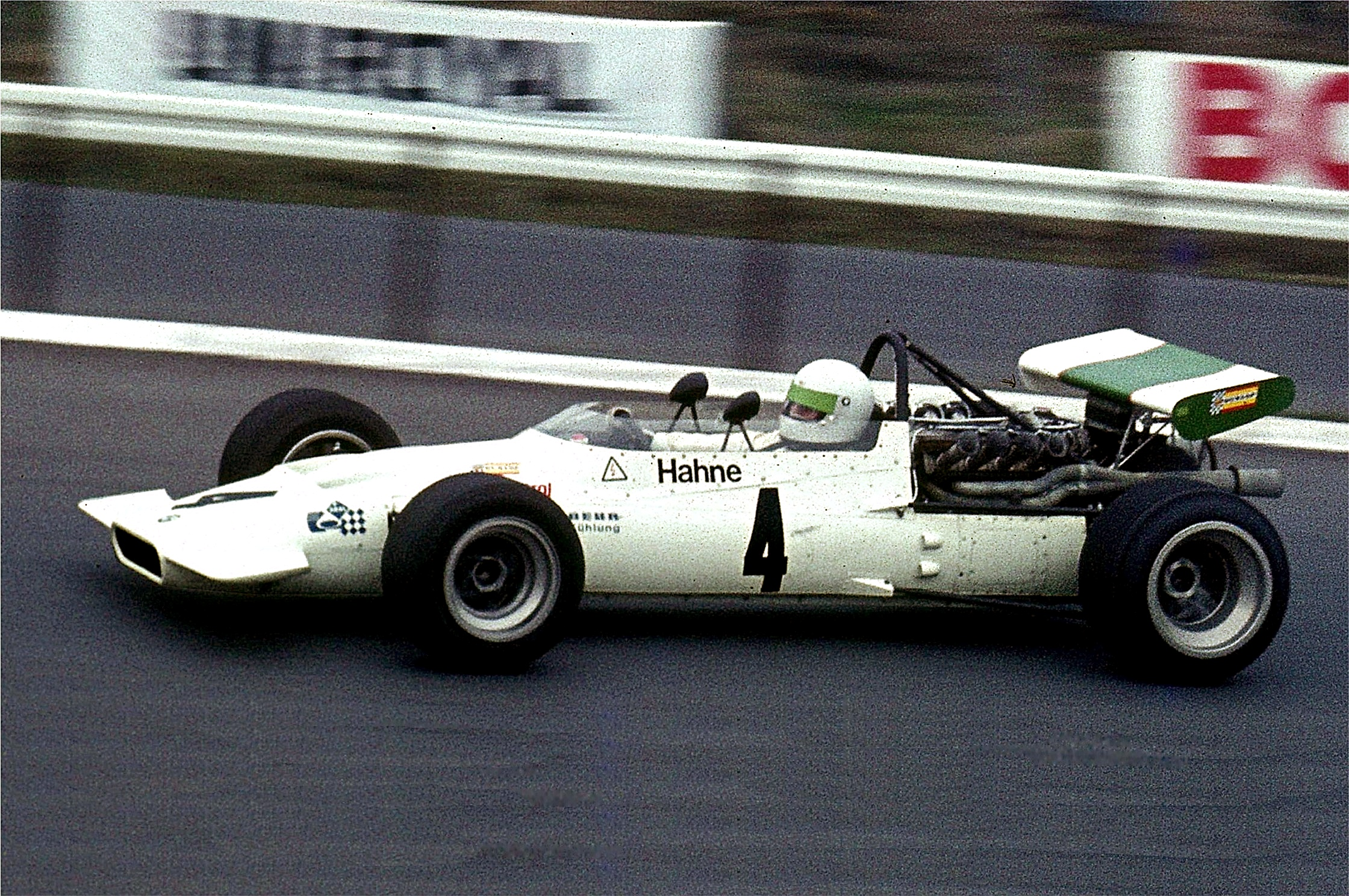
BMW Formel 2 mit Hubert Hahne beim Training zum Eifelrennen 1970

Die Bestrebungen, sich in der Formel 2 zu engagieren, begannen 1966/67 mit einem Fahrwerk von Lola und eigenem 1,6-Liter-Motor, wie es das Reglement vorschrieb. Nach einem von technischen Schwierigkeiten gekennzeichneten Debüt in Snetterton sollten die neuen Wagen in Deutschland erstmals am 23. April 1967 beim Eifelrennen auf dem Nürburgring starten. Als Werksfahrer waren Jo Siffert und Hubert Hahne und auf zwei privaten Lola-BMW John Surtees und Chris Irwin gemeldet. Siffert fuhr im zweiten Training Bestzeit, trotzdem sagte der BMW-Vorstand die Teilnahme aus Sorge vor einem erneuten Debakel ab. Erst kurz vor dem Rennen änderte Paul G. Hahnemann den Beschluss, sodass die Fahrer antreten konnten. Surtees wurde Zweiter, Hahne Vierter und Irwin Siebter.
Beim Großen Preis von Deutschland 1968 startete Hubert Hahne mit einem BMW-Formel-2-Wagen mit 2-Liter-Motor und belegte Platz zehn mit 1:57,9 Minuten Rückstand hinter Dan Gurney auf Gurney Eagle. Diese verhältnismäßig gute Platzierung des im Feld der Formel-1-Wagen leistungsmäßig stark unterlegenen Fahrzeugs war einerseits der fahrerischen Leistung Hahnes, vor allem aber dem extremen Regen während dieses Rennens zuzuschreiben.
Am 19. April 1969 stellte BMW einen neuen Formel-2-Wagen mit einem Fahrgestell von Dornier in Monocoquebauweise vor. Beim Eifelrennen am 27. April sollten Siffert und Hahne jedoch noch einmal mit dem verbesserten Lola-BMW bzw. BMW T102 des Vorjahrs starten, Mitter mit dem neuen Auto. BMW-Rennleiter Klaus Steinmetz äußerte vor der Weltpremiere in der Eifel, es sei nicht zu erwarten, dass die Bayerischen Motoren Werke „auf Anhieb Bäume“ ausreißen, denn die Entwicklung eines Formel-Rennwagens dauere einige Zeit. Siffert wurde Zweiter, Hahne Vierter und am Ende der Saison Vize-Europameister der Formel 2. Mitter mit dem neuen BMW F 269 gab nach der sechsten Runde auf, weil sich die Lenkung immer schwerer betätigen ließ. Beim Training zum Großen Preis von Deutschland am 1. August 1969 verunglückte er mit dem F 269 tödlich. Klaus Steinmetz führte den Unfall rückblickend auf eine fehlerhaft montierte Lenkung zurück. BMW zog daraufhin die beiden anderen Wagen zurück.
Bereits vor Beginn der Formel-2-Europameisterschaft 1970 hatte sich das BMW-Management entschieden, das werksseitige Formel-2-Engagement mit Ablauf des Jahres 1970 zu beenden. Für die letzte Saison des Werksteams entwickelte BMW den F 269 zum F 270 weiter. Der belgische Rennfahrer Jackie Ickx beeinflusste die Entwicklung des F 270 maßgeblich. Er ging auch bei einigen Formel-2-Rennen für BMW an den Start. Als sogenannter Graded Driver war er von der Meisterschaftswertung ausgeschlossen. Beim Flugplatzrennen Tulln-Langenlebarn erzielte er BMWs ersten Formel-2-Sieg, und zum Saisonabschluss gewann Quester beim Preis von Baden-Württemberg und Hessen das zweite Meisterschaftsrennen für BMW. Hinzu kamen im Laufe der Saison mehrere Siege bei Formel-2-Rennen, die nicht zur Meisterschaft zählten. Quester belegte am Saisonende Rang vier der Meisterschaft. Ungeachtet dieser Erfolge hielt das Management an der Entscheidung fest, die Formel 2 zu verlassen. Begründet wurde sie mit der Notwendigkeit, die gesamte Kraft für die Entwicklung von Serienfahrzeugen einzusetzen.

#### Motorenlieferant

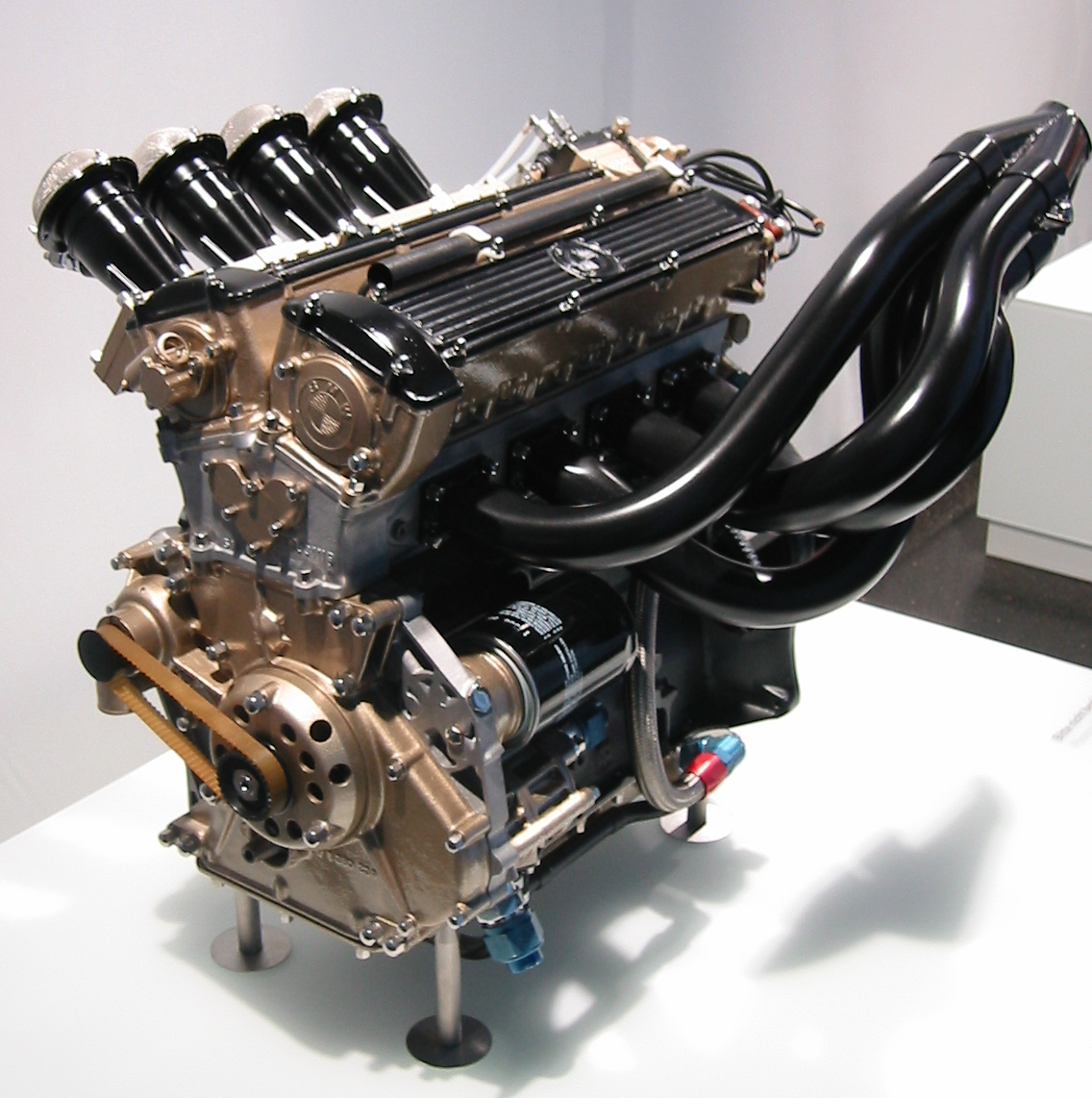
Formel-2-Motor von BMW

Die Formel-2-Motoren von BMW waren auch nach dem Ende des BMW-Werksteams weiter erfolgreich.
Der britische Konstrukteur March hatte einen Exklusivvertrag mit BMW und setzte ab 1973 in den Formel-2-Wagen seines Werksteams nur noch BMW-Motoren ein, die bis 1982 bei BMW gewartet wurden. Die Fahrer des March-Werksteams gewannen in den Jahren 1973 (Jean-Pierre Jarier), 1974 (Patrick Depailler), 1978 (Bruno Giacomelli), 1979 (Marc Surer) und 1982 (Corrado Fabi) mit BMW-Motoren die Formel-2-Europameisterschaft.
Ab 1974 war der BMW-Motor auch für andere Teams verfügbar. Anders als im Fall des March-Werksteams wurden die Kundenmotoren allerdings nicht bei BMW selbst vorbereitet, sondern bei unabhängigen Tunern wie Mader in der Schweiz, Heidegger in Liechtenstein oder Osella und Amaroli in Italien. Der BMW-Motor wurde schnell zur am weitesten verbreiteten Antriebseinheit der europäischen Formel 2. Er löste damit den aus den späten 1960er-Jahren stammenden Cosworth-BD-Motor ab, der ab 1975 nur noch sporadisch von einigen britischen Teams eingesetzt wurde. 1975 gewann Jacques Laffite mit einem BMW-Kundenmotor in einem Martini den europäischen Meistertitel.
In einzelnen Jahren hatte BMW starke Konkurrenz durch andere Motorenhersteller: 1976 und 1977 etwa ging die Meisterschaft an Fahrer mit Renault-Motoren (Jean-Pierre Jabouille bzw. René Arnoux), 1980 gewann das Toleman-Team mit einem Hart -Motor die Meisterschaft, und 1981, 1983 und 1984 dominierte Hondas Sechszylindermotor. Ungeachtet dessen verwendeten bis zur Einstellung der Serie am Ende des Jahres 1984 die meisten Formel-2-Fahrer BMW-Triebwerke, die nach Ansicht von Beobachtern nach wie vor „der Maßstab für die Konkurrenz“ waren. Auch in der Japanischen Formel-2-Meisterschaft waren die BMW-Motoren weit verbreitet. Dort liefen sie bis 1986.
An der Nachfolgeserie der Formel 2, der 1985 eingeführten Internationalen Formel-3000-Meisterschaft, beteiligte sich BMW nicht mehr; sie war den Cosworth-DFV-Motoren vorbehalten, die zuvor in der Formel 1 eingesetzt worden waren.

### Formel 1

#### Motorenlieferant in der Turbo-Ära

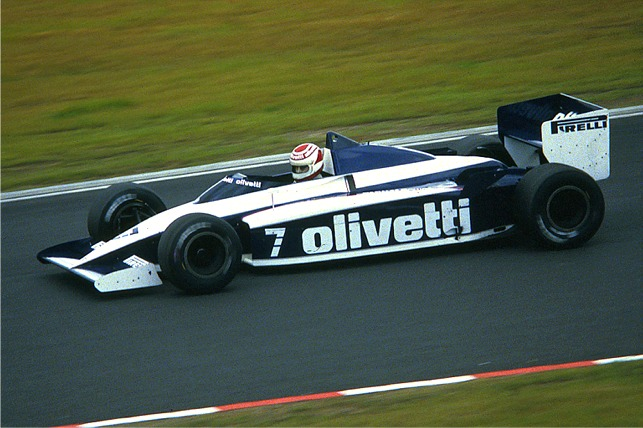
Nelson Piquet im Brabham BT54 BMW 1.5 L4 Turbo, Großer Preis von Deutschland 1985

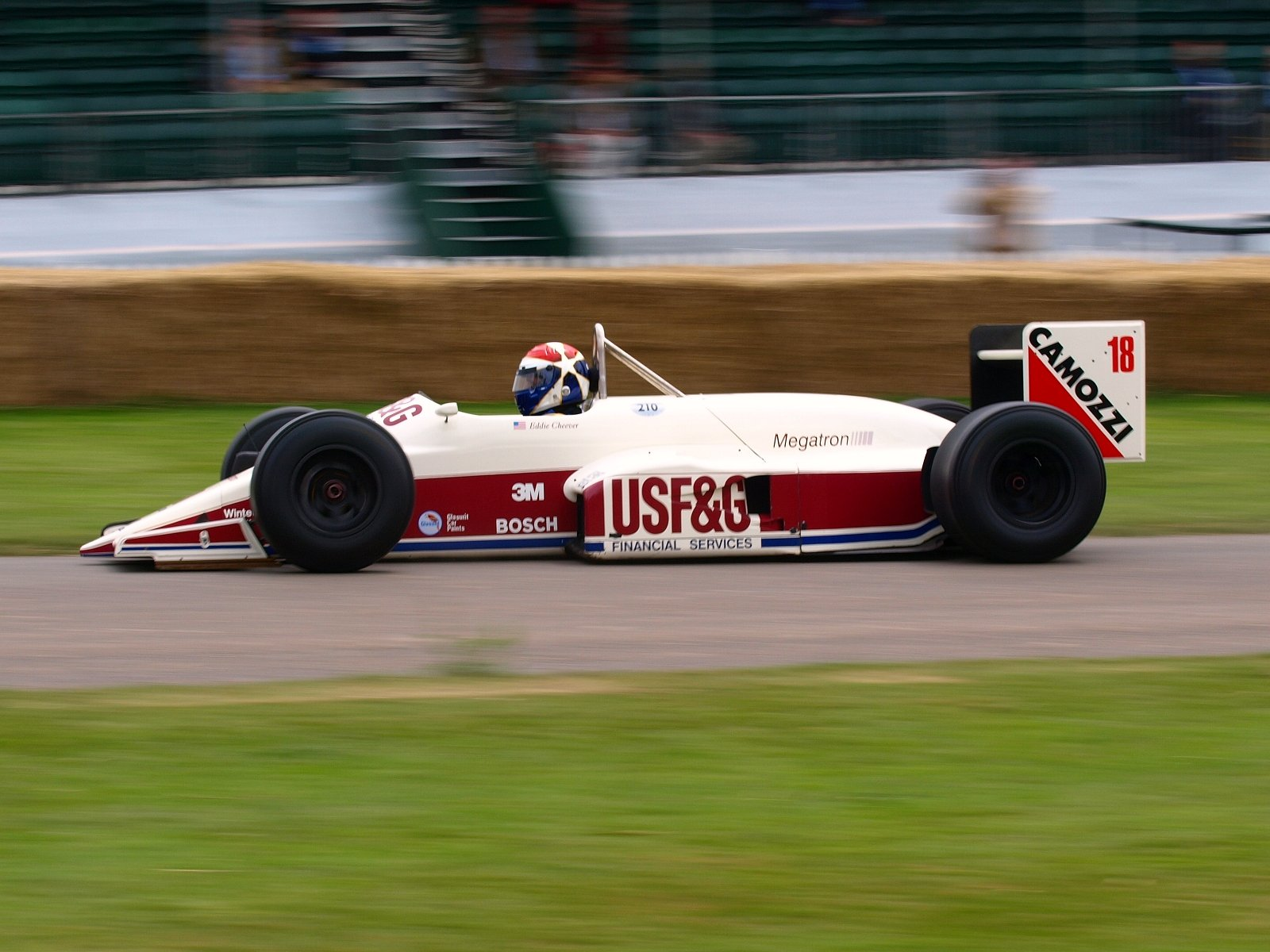
Letztes Auto mit Megatron-Kundenmotor: Arrows A10B (1988)

Am 24. April 1980 gab BMW bekannt, künftig Motoren für die Formel 1 zu liefern, und in den folgenden zwei Jahren entwickelte Paul Rosche aus einem Vierzylindermotor mit Vierventiltechnik und Abgasturbolader, der auf einem Serienblock basierte, einen neuen 1,5-Liter-Rennmotor mit der Bezeichnung M12/13*. Entwicklungspartner für die Elektronik war Bosch. Bernie Ecclestones Brabham-Team war erster Abnehmer des Triebwerks, nachdem ein Geschäft mit dem damals unter dem Namen Talbot firmierenden Ligier-Team gescheitert war. Erste Testfahrten mit dem Motor in einem Brabham-Fahrgestell fanden bereits im Oktober 1980 statt; Rennpremiere war am 23. Januar 1982 in Kyalami; beide Wagen mit Piquet und Patrese fielen aus.
Der Motor leistete anfangs etwa 650 PS. Später waren es im Qualifikationstrimm kurzzeitig bis zu 1400 PS.
Am 13. Juni 1982 gewann Nelson Piquet mit dem Großen Preis von Kanada erstmals ein Formel-1-Rennen mit dem BMW-Motor. 1983 gelang Brabham und BMW der erste Fahrer-Weltmeistertitel mit einem Turbo-Motor. Den ersten Konstrukteurstitel mit einem Turbo-Motor hatte Ferrari im Jahr zuvor erreicht, der Saison 1982.
Die Erfolgskurve flachte allerdings schnell ab, da bei der Konkurrenz ab 1984/85 fortschrittlichere Turbomotoren von TAG-Porsche und Honda zu finden waren. BMW belieferte Brabham als noch bis 1987 mit Motoren, ohne jedoch im Kampf um die Weltmeisterschaft noch einmal ernsthaft eine Rolle zu spielen. Ab 1983 gingen die Turbomotoren auch an  ATS, Arrows, Benetton und Ligier; ihre Triebwerke wurden ab 1984 aber im Gegensatz zu Brabhams Einheiten nicht bei BMW selbst, sondern bei Mader in der Schweiz vorbereitet. Zu Beginn der Saison 1987 übernahm die US-amerikanische Versicherungsgesellschaft United States Fidelity & Guaranty (USF&G), ein Sponsor des Arrows-Teams, BMWs Kundenmotoren und ließ sie – nach wie vor bei Mader vorbereitet – in diesem und im folgenden Jahr als Megatron an den Start bringen. Lediglich bei Brabham fuhren weiterhin die BMW-Werksmotoren.
In der Zeit von 1982 bis 1987 erreichten BMW-angetriebene Fahrzeuge insgesamt neun Siege, 13 Pole-Positions und 14 schnellste Rennrunden. Den letzten Sieg eines BMW-Turbomotors erzielte Gerhard Berger im Benetton beim Großen Preis von Mexiko 1986.

#### Rückkehr nach 12 Jahren Pause

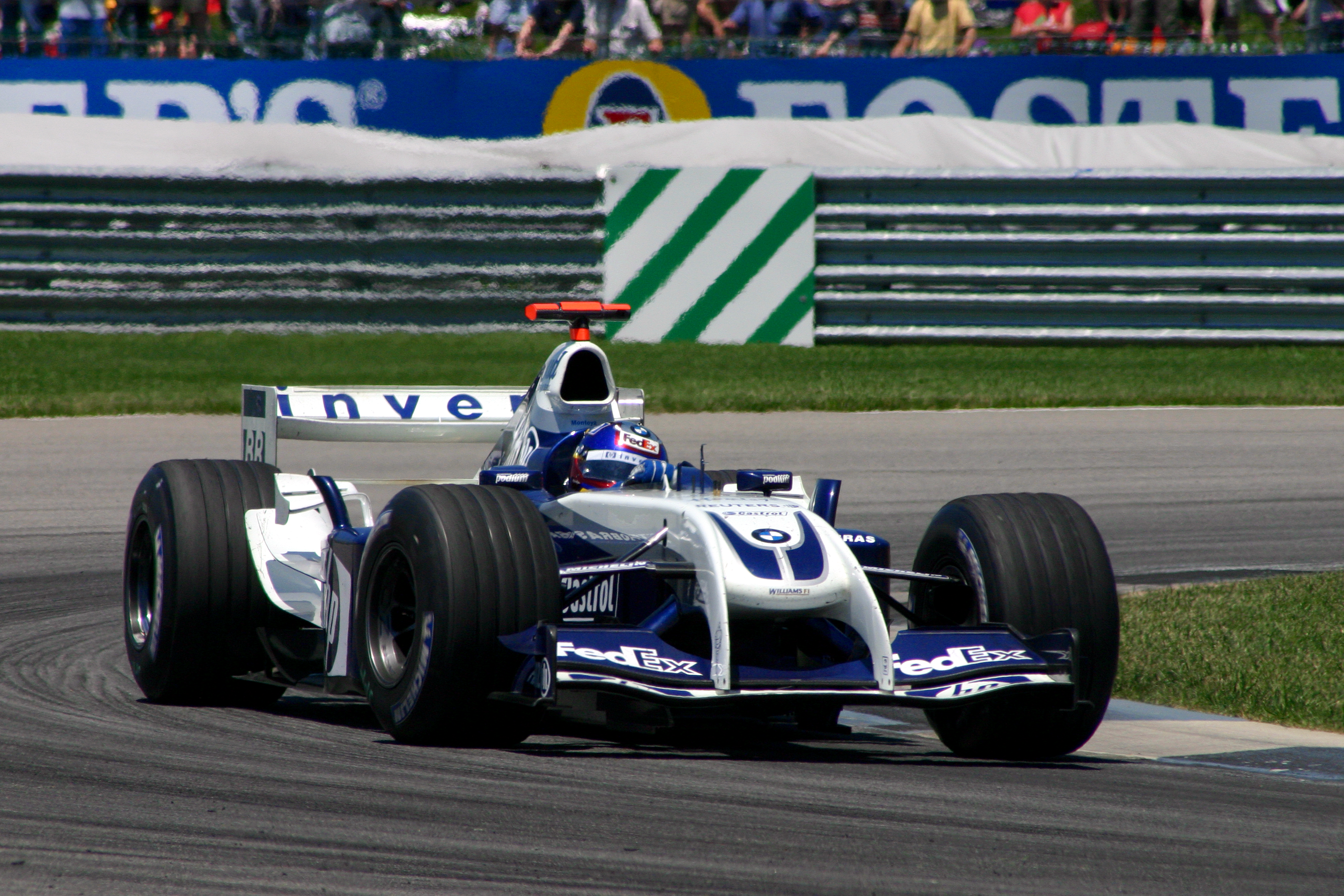
Juan Pablo Montoya im Williams FW26 BMW 3.0 V10, US-GP 2004

Bereits drei Jahre nach dem Rückzug aus der Formel 1 gab es bei BMW Überlegungen, mit einem eigenen Werksteam zurückzukehren. BMW ließ 1990 bei Simtek in Großbritannien zwei Chassis aufbauen, entschied sich dann aber zunächst gegen die Formel 1. Die Simtek-Autos wurden 1992 vom italienischen Team Andrea Moda mit der Typenbezeichnung S921 erfolglos eingesetzt.
Im Jahr 2000 kehrte BMW zunächst als Motorenlieferant (BMW E41/4) des Williams-Teams in die Formel 1 zurück. Mit den Fahrern Ralf Schumacher und Juan Pablo Montoya gelangen einige Erfolge – die Weltmeisterschaft wurde bis zum Ende der Partnerschaft mit dem britischen Erfolgsteam 2005 allerdings nicht errungen. Montoya war 2003 nahe daran, verlor aber im Endspurt der Saison den Anschluss an den späteren Weltmeister Michael Schumacher. Es datieren aus dieser Zeit jedoch zehn Siege sowie jeweils 17 erste Startplätze und schnellste Rennrunden.
Für den missglückten Gipfelsturm machte BMW hauptsächlich Williams verantwortlich. Während das BMW-Aggregat jährlich anerkanntermaßen zu den stärksten Motoren im Feld gehörte, gelang es dem englischen Rennstall nicht, ein weltmeisterschaftsfähiges Chassis zu entwerfen. Das mangelnde Mitspracherecht des Automobilkonzerns in der Fahrzeugplanung führte BMW schließlich zu dem Schluss, als eigenes Team anzutreten und damit erstmals nicht nur den Motor zu bauen. Das durch die verstärkten werksseitigen Engagements großer Automobilhersteller zunehmend in die Außenseiterrolle gedrängte Sauber-Team bot sich zum Kauf an. BMW übernahm im Herbst 2005 die Mehrheit des Schweizer Rennstalls und trat ab der Saison 2006 als eigenständiges Team unter dem Namen BMW Sauber F1 auf. 2007, im zweiten Jahr des Formel-1-Engagements, belegte das Team nach der Disqualifikation von McLaren infolge der Spionageaffäre Rang zwei der Konstrukteursmeisterschaft, 2008 lag es auf Rang drei. Mit Ablauf der Saison 2009, die das Team als Sechster der Konstrukteurswertung abschloss, beendete BMW sein Formel-1-Engagement, nachdem es in vier Jahren lediglich einen Sieg hatte erzielen können. Ende 2009 kaufte Peter Sauber das Team zurück.

## Motorradsport

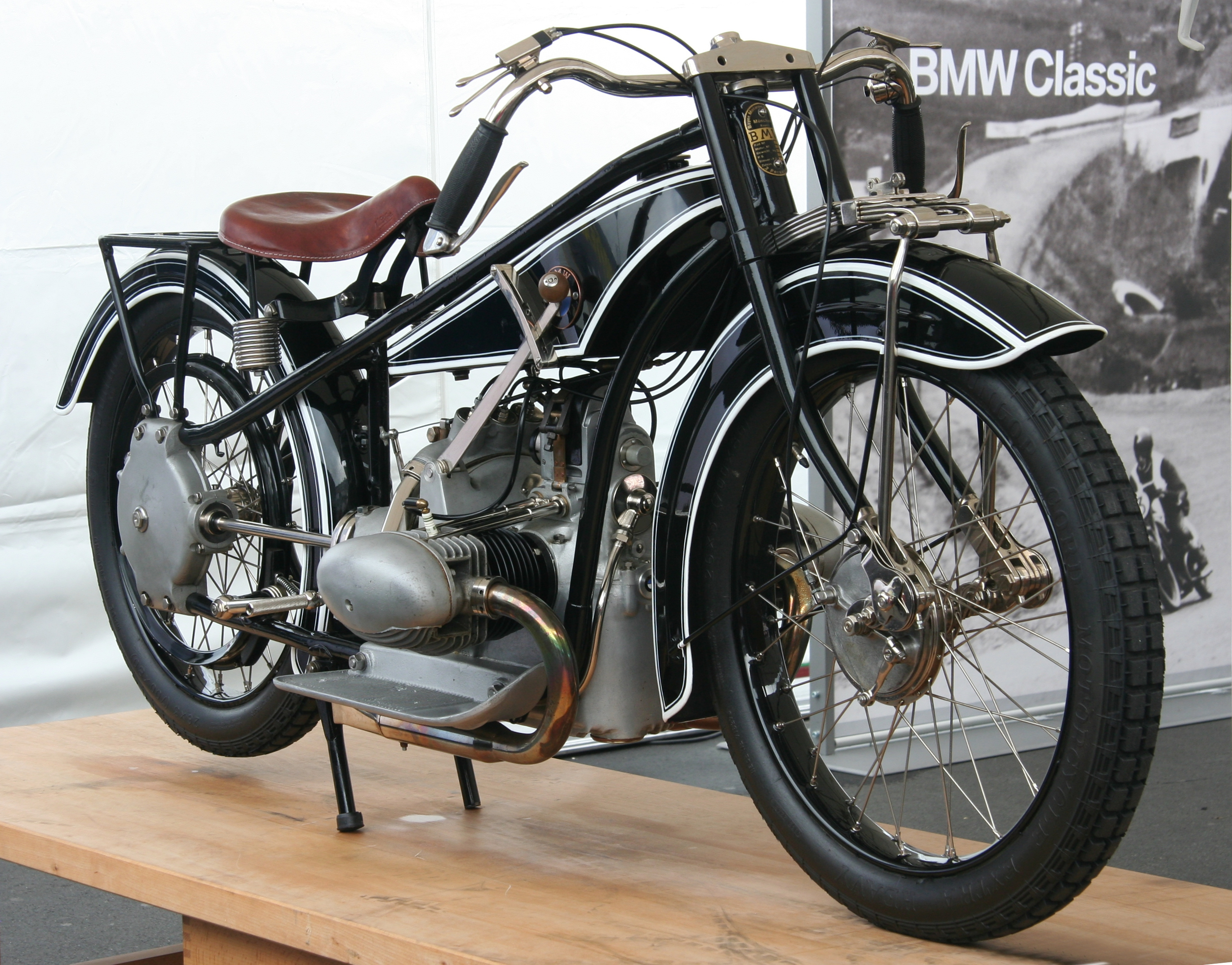
BMW R 37, erfolgreich in vielen Rennen

Im Oktober 1923 präsentierten die Bayerischen Motorenwerke auf dem Pariser Autosalon ihr erstes Motorrad, die BMW R 32 mit längs eingebautem Zweizylinder-Boxermotor und einer Welle statt Kette zur Übertragung der Antriebskraft vom Getriebe zum Hinterrad. Nur ein Vierteljahr später gewann der Konstrukteur Rudolf Schleicher für BMW die Motorradklasse einer Streckenfahrt von München nach Garmisch und fuhr Tagesbestzeit bei einer Bergprüfung. Weitere Erfolge mit überarbeiteten R 32 erzielten BMW-Fahrer beim Solitude-Bergrennen und auf der AVUS.
Im Juni 1924 gewann der BMW-Rennfahrer Franz Bieber auf R 37 die 500-cm³-Klasse der ersten Deutschen Motorrad-Straßenmeisterschaft des ADAC. In diesem und dem folgenden Jahr veranstalteten der ADAC und der DMV noch getrennte Meisterschaften. Der ADAC bestimmte die Deutschen Meister 1924 in nur einem Wertungslauf im Rahmen des Schleizer Dreieckrennens auf dem Schleizer Dreieck. Wenige Wochen danach gewann Bieber auch die Eifelrundfahrt um Nideggen in der Klasse der Motorradfahrer bis 500 cm³. Zehn Runden über insgesamt 330 km waren bei widrigem Wetter zurückzulegen. Bieber fuhr die Strecke in 4:56:09 Stunden bzw. mit einem Durchschnitt von 66,9 km/h.
Mit der von Rudolf Schleicher konstruierten Sportmaschine BMW R 37 gewannen das Werk und auch Privatfahrer 1925 viele Rennen und zwei Meistertitel, unter anderem wieder die Eifelrundfahrt, die diesmal Toni Bauhofer mit 69,9 km/h und knappem Vorsprung vor einer Moto Guzzi sowie einer weiteren BMW als Erster beendete. Sieger der Eifelrundfahrt 1926 war Ernst Jakob Henne, der für acht Runden 3:35:59 Stunden benötigte und 73,3 km/h schnell war. Die Klasse bis 500 cm³ im Motorradrennen zur Eröffnung des Nürburgrings am 18. Juni 1927 gewann auch Bauhofer auf BMW.
Für BMW war es insbesondere in der Anfangszeit wichtig, mit der Teilnahme an Motorsportveranstaltungen auf die neue Marke aufmerksam zu machen und durch Siege die Zuverlässigkeit zu beweisen, die in der Werbung herausgestellt wurde. Entsprechend hieß es auf einem Plakat zur Deutschen Automobilausstellung 1925 in Berlin: „BMW – Das erfolgreichste und zuverlässigste deutsche Motorrad“.
Mitten in der Saison 1930 löste BMW jedoch die Rennabteilung auf und nahm fortan nur noch gelegentlich mit Werksmaschinen an Wettbewerben teil. Einer der Anlässe für den Rückzug war möglicherweise der Misserfolg beim Eifelrennen im Juli, als die BMW-Motorräder durch Stürze und Defekte ausfielen. Hinzu kam, dass Rudolf Schleicher bereits 1927 nach Auseinandersetzungen mit dem technischen Direktor Max Friz zu Horch gegangen war. Schleichers Forderung, mehr Geld in die Entwicklung von Rennmaschinen zu investieren, hatte das Zerwürfnis ausgelöst. Hauptgrund für die drastische Einschränkung der Sporteinsätze dürfte aber die Weltwirtschaftskrise gewesen sein.

### Geschwindigkeitsrekorde für Prestige und Verkauf
In der Werbung stand inzwischen die Geschwindigkeit im Vordergrund und nicht mehr die Zuverlässigkeit. „BMW – schnellstes Motorrad der Welt“ und „24 Weltrekorde“ hieß es nun auf den Plakaten, die vorrangig gegen die Konkurrenz aus England gerichtet waren, nachdem John Baldwin 1928 mit einem Motorrad die 200-km/h-Grenze überschritten hatte. Für BMW trat Ernst Jakob Henne zur Rekordjagd an und fuhr am 19. September 1929 einen Durchschnitt von 216,5 km/h. Am 30. September 1930 steigerte er sich mit einer teilverkleideten 750-cm³-Maschine auf 221,539 km/h und erzielte nach etlichen weiteren erfolgreichen Versuchen schließlich am 28. November 1937 auf der Autobahn südlich von Frankfurt mit einer vollverkleideten 500-cm³-Kompressor-BMW 279,443 km/h. Dieser Rekord bestand 14 Jahre, bis Wilhelm Herz 1951 auf NSU 290 km/h erreichte.
Durchschnittsgeschwindigkeiten von Ernst Jakob Henne bei Rekordfahrten auf BMW
| Datum              | Ort                            | Geschwindigkeit |
| ------------------ | ------------------------------ | --------------- |
| 19. September 1929 | Landstraße bei Ingolstadt      | 216,500 km/h    |
| 30. September 1930 | k. A.                          | 221,539 km/h    |
| April 1931         | Wien                           | 238,250 km/h    |
| 3. November 1932   | k. A.                          | 244,399 km/h    |
| 1934               | Győr, Ungarn                   | 246,016 km/h    |
| 1935               | Autobahn Frankfurt–Darmstadt   | 256,040 km/h    |
| Oktober 1936       | k. A.                          | 272,146 km/h    |
| 28. November 1937  | Autobahn südlich von Frankfurt | 279,433 km/h    |

### Von 1933 bis in den Krieg

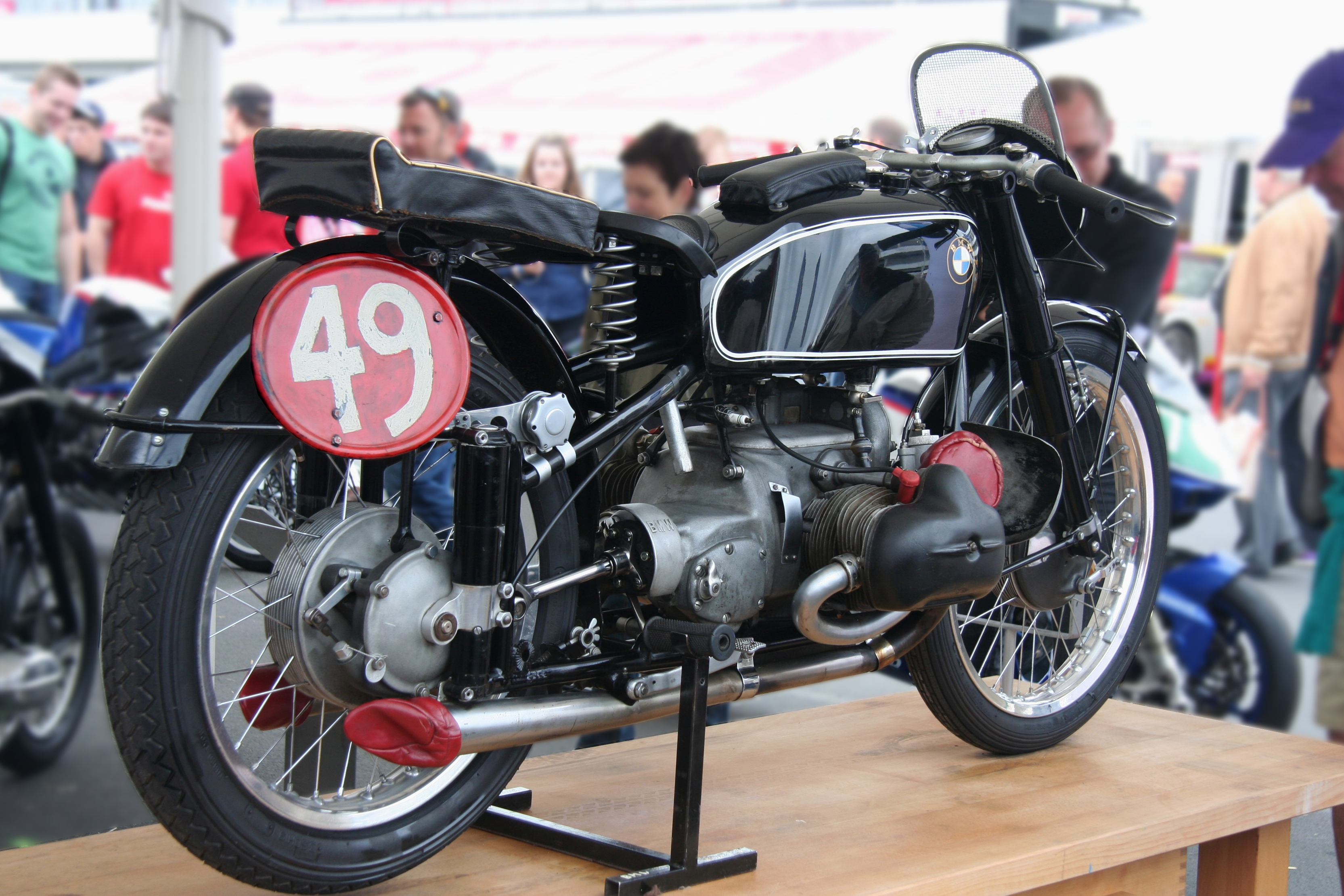
BMW RS 500, Baujahr 1939

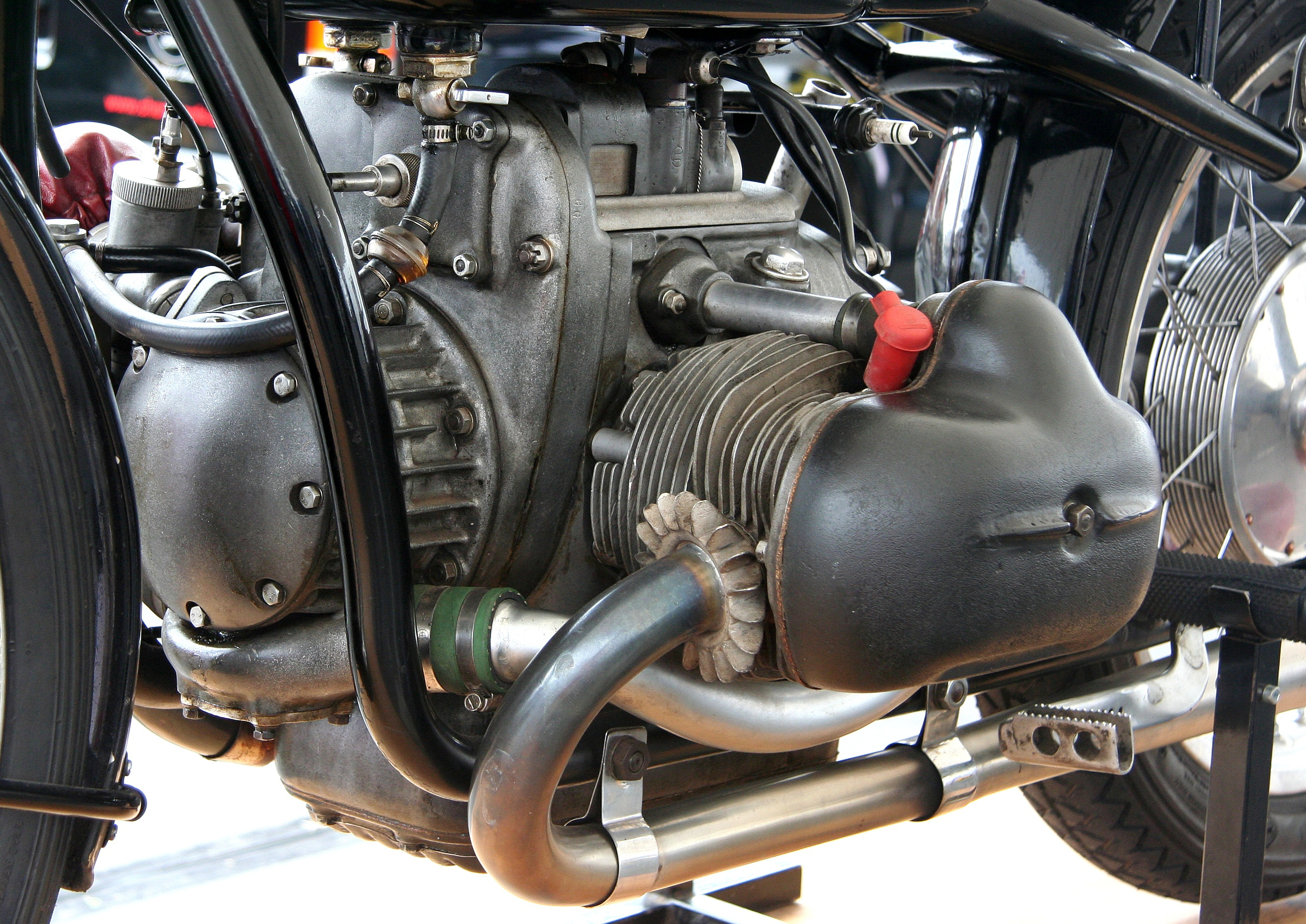
Motor der RS 500

Die Zeit nach 1933 (Zeit des Nationalsozialismus) brachte vielen Unternehmen einen fragwürdigen Aufschwung. Auch BMW war Nutznießer der Entwicklung, erhielt Aufträge von staatlichen Stellen und baute unter anderem Gespanne mit Maschinengewehrhalterungen auf dem Seitenwagen. Doch die Entwicklungsabteilung hielt sich so weit wie möglich frei von nationalsozialistischen Einflüssen und arbeitete weiter an den zivilen Modellen. Dennoch machte 1935 der Verkauf von Motorrädern an Behörden und an das Militär nahezu die Hälfte der gesamten Produktion aus, sodass BMW mit einer Jahresproduktion von rund 10.000 Einheiten in Deutschland an fünfter Stelle hinter DKW, NSU, Express und Zündapp lag. In der Klasse über 350 cm³ war BMW sogar Marktführer. Rudolf Schleicher war inzwischen als Leiter des Münchener Automobil- und Motorradwerkes zu BMW zurückgekehrt.
Zu den nur noch wenigen Rennen mit Werksbeteiligung von BMW gehörten der Große Preis von Deutschland auf der AVUS 1933 und das AVUS-Rennen 1935, bei dem Wiggerl Kraus erstmals eine Maschine mit zwei obenliegenden Nockenwellen je Zylinder und mit Kompressor fuhr. Neu waren auch der Doppelrohrrahmen statt des 1929 eingeführten Pressstahlrahmens und eine ölgedämpfte Teleskopgabel. Danach war das neue Motorrad unter anderem bei der Internationalen Sechstagefahrt in Oberstdorf zu sehen und 1936 als BMW R 5 auf der Berliner Auto- und Motorradausstellung, allerdings mit üblichem OHV-Motor.
Ein weiterer Meilenstein im Motorradbau von BMW war 1937 die Hinterradfederung, eine Geradwegfederung, die Alex von Falkenhausen entwickelte und in einer R 5 bei einer Sechstagefahrt selbst erprobte, bevor sie in alle Rennmaschinen eingebaut wurde. 1938 ging die Hinterradfederung mit den Modellen R 51 (500 cm³) und R 66 (600 cm³) in Serie. Mit der Rennmaschine RS 500 mit Kompressor, Typ 255, und einer Leistung von etwa 55–60 PS gewann der vorher als Geländefahrer bekannte Schorsch Meier den erstmals nach Punkten aus mehreren Rennen vergebenen Titel des Europameisters 1938 in der Klasse bis 500 cm³. 1939 gewann Meier die Tourist Trophy auf der Isle of Man, das gefährlichste Motorradrennen der Welt. Er fuhr die sieben Runden bzw. 425 km der Senior TT in der Klasse bis 500 cm³ in 2:57:19 Stunden, was einen Durchschnitt von 143,8 km/h ergibt. BMW hatte für die Tourist Trophy zwei weitere Fahrer gemeldet, den Engländer Jock West, der Zweiter wurde, und den langjährigen Werksfahrer Karl Gall. Gall stürzte im Training und erlag elf Tage später seinen Verletzungen. Beim Großen Preis von Schweden stürzte auch Meier, überstand den Unfall aber mit mehreren Knochenbrüchen.

### Vom Neubeginn nach dem Krieg in die 1960er-Jahre
Nach dem Krieg ließen Privatfahrer den Rennsport in Deutschland wieder aufleben. Dazu gehörten auch die BMW-Fahrer Schorsch Meier, Georg Eberlein und Wiggerl Kraus, die die nationalen Rennen zunächst mit den Kompressormaschinen der späten 1930er-Jahre bestritten. Eine neue Rennabteilung richtete BMW 1948 ein, schloss sie aber bereits 1955 und beschränkte sich künftig darauf, bestimmte Fahrer zu unterstützen.
Ab 1951 durften deutsche Rennfahrer wieder an internationalen Rennen teilnehmen, allerdings waren nun Motorräder mit den von der Fédération Internationale de Motocyclisme (FIM) schon seit 1946 verbotenen Kompressormotoren endgültig nicht mehr startberechtigt. BMW rüstete deswegen die Vorkriegs-RS um und setzte sie ohne Kompressor mit auf 43 PS verringerter Leistung ein. Walter Zeller wurde 1951 Deutscher Meister der Klasse bis 500 cm³, nachdem Schorsch Meier in den Jahren 1947 bis 1950 ebenfalls auf BMW den Titel gewonnen hatte. Obwohl BMW in den Soloklassen der international besetzten Rennen den Werksmaschinen von Gilera, MV Agusta und Norton meist unterlegen waren, gewann Schorsch Meier das Eifelrennen 1951 vor Walter Zeller – beide BMW – vor Karl Rührschneck auf Norton.

#### BMW RS 54

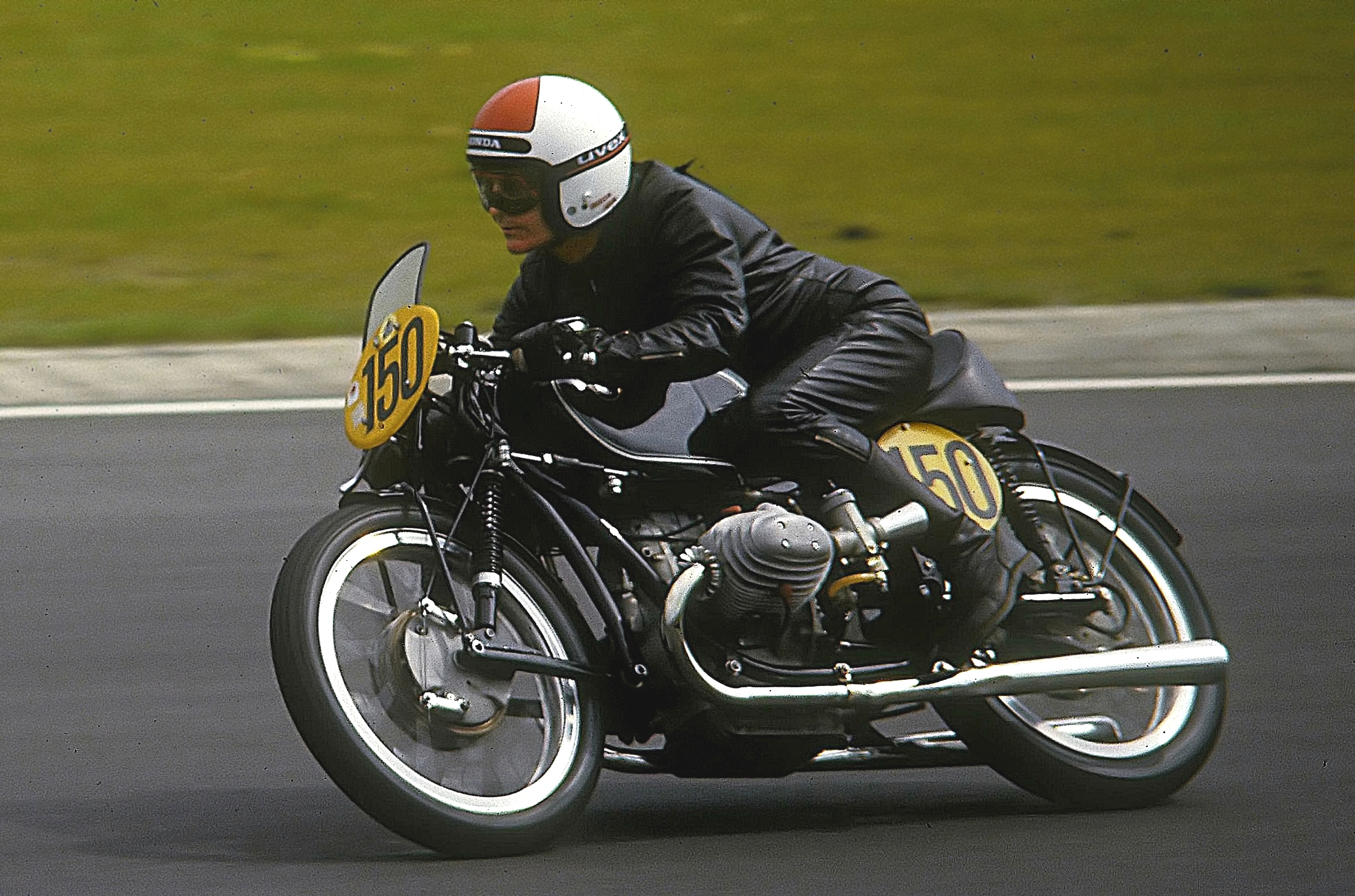
BMW RS 54 von 1955 beim Oldtimer-Grand-Prix 1987 auf dem Nürburgring

Auf der IFMA 1953 in Frankfurt zeigte BMW außer den Tourenmotorrädern eine neue Rennsportmaschine, die als BMW RS 54 bekannt wurde. Dieses Modell, das 1951/52 schon als Werksmaschine auftrat, wurde in einer Auflage von 24 Stück für ausgewählte Privatfahrer gebaut. Wie die Werksmaschinen hatte die ab 1954 käufliche RS 54 den Zweizylinder-Boxermotor mit zwei von einer Königswelle angetriebenen obenliegenden Nockenwellen je Zylinder, Doppelrohrrahmen sowie eine Vorder- und Hinterradschwinge, nachdem das auf der IFMA ausgestellte Modell noch eine Teleskopgabel hatte. Der 492 cm³ große Langhubmotor (Bohrung 66 mm, Hub 72 mm) leistete 50 PS bei 8500/min und einem Verdichtungsverhältnis von 10 : 1. Die Maschine wog trocken 132 kg, war 2030 mm lang und hatte einen Radstand von 1370 mm.
Die Werksmaschinen entsprachen weitgehend der käuflichen Version, erhielten jedoch einen Kurzhubmotor mit einer Bohrung von 70 mm und einem Hub von 64 mm. Die Leistung mit Vergasern wurde mit 58 PS bei 9000/min angegeben, mit Benzineinspritzung sollen es 61 PS gewesen sein. Das Kurbelgehäuse bestand aus Magnesium, die Zylinder waren aus einer Aluminiumlegierung gegossen. Variationen gab es auch beim Fahrwerk, und zwar entweder mit im Schwingarm laufender Kardanwelle oder frei laufender Kardanwelle und separatem Schwingarm.
Von 1953 bis 1959 gewann BMW mit Meier, Zeller und Ernst Hiller den deutschen Meistertitel der 500er Solomaschinen siebenmal in Folge und 1955 wurde Walter Zeller Vizeweltmeister.

#### Gespannklasse Domäne von BMW

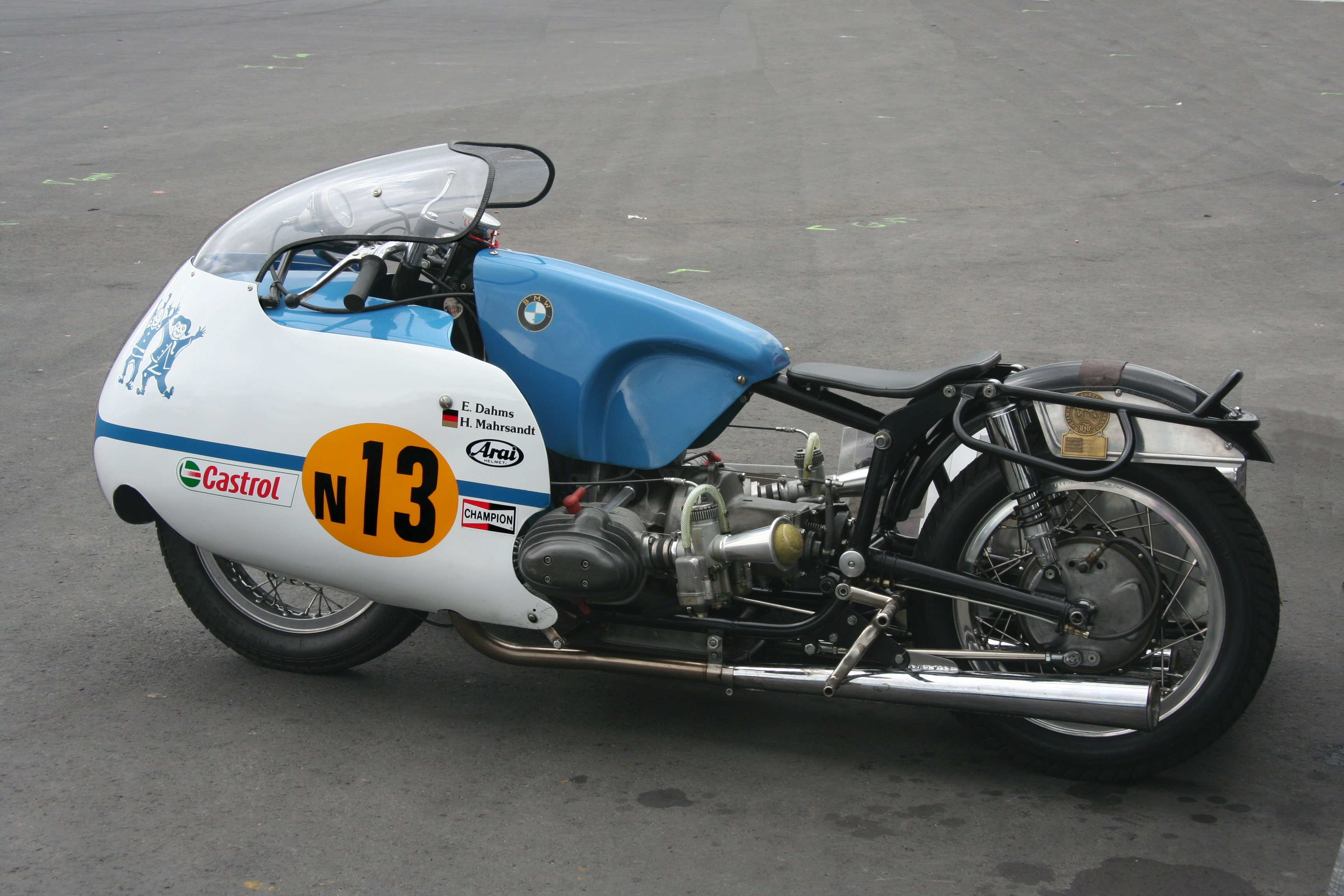
Replikat der BMW RS 54 von Deubel/Hörner

BMW-Gespanne auf der Basis der RS 54 holten von 1954 bis 1967 in ununterbrochener Folge 14-mal und danach bis 1974 noch fünfmal den Weltmeistertitel im Motorradstraßenrennsport. 1954 unter Wilhelm Noll/Fritz Cron entsprach die RS bis auf den Beiwagen im Wesentlichen der Solomaschine, mit etwa gleicher Sattelhöhe und zunächst auch ohne Verkleidung. Im Laufe der Saison wurden die Motorräder mehr und mehr verkleidet. Bei dem BMW-Gespann umfasste die „Karosserie“ Motorrad und Seitenwagen. Die Kühlluft gelangte durch zwei Öffnungen unterhalb einer großen Windschutzscheibe sowie in den Seiten jeweils neben dem Zylinder zum Motor. Eine weitere Öffnung gab es tief zwischen Motorrad und Seitenwagen. In Monza am 12. September 1954 siegten Noll/Cron über die Distanz von 100,8 km in der Rekordzeit von 40:19,1 Minuten bzw. mit einem Durchschnitt von 149,968 km/h. Ihre schnellste Runde fuhren sie mit 153,243 km/h. Drei weitere BMW-Gespanne belegten die Plätze drei bis fünf. Die Weltmeisterschaft 1954 gewannen Noll/Cron mit 30 Punkten vor Eric Oliver auf Norton mit 26 Punkten.
Am 4. Oktober 1955 stellte Wilhelm Noll auf der Autobahn zwischen München und Ingolstadt mit 280 km/h auf einer vollverkleideten 500-cm³-BMW den absoluten Geschwindigkeitsrekord für Dreiradfahrzeuge über einen Kilometer und eine Meile auf.
In den folgenden Jahren wurden die Motorräder der Gespanne durch entsprechende Anpassung des Rahmens und der Räder zunehmend niedriger, zunächst allerdings vorwiegend noch sitzend gefahren wie die RS 54 von Max Deubel, der zu Beginn der 1960er-Jahre mit den Beifahrern Emil Hörner bzw. Barry Dungsworth viermal die Weltmeisterschaft und mit Hörner dreimal die Tourist Trophy auf der Isle of Man gewann. Fast gleichzeitig wurde aber auch der liegend gefahrene „Kneeler“ bekannt, wie ihn Helmut Fath bereits 1956 baute und mit BMW-Motor erfolgreich einsetzte.

### Rallye Paris–Dakar
Langstreckenfahrten und Geländeprüfungen gehörten von jeher zum Motorsportprogramm von BMW, und so fehlte auch nicht die Rallye Paris–Dakar. 1980 startete BMW mit zwei BMW GS erstmals offiziell zu der rund 8000 km langen Fahrt, die zum großen Teil durch afrikanische Wüste führt. Fahrer waren der Franzose Hubert Auriol, dessen Einsatz ein blockierendes Getriebe vorzeitig beendete, und ein Journalist mit dem Pseudonym Fenouil, der Fünfter wurde.
1981 gewann Auriol die Dakar. HPN-Motorradtechnik, ein auf die Verfeinerung von BMW-Modellen spezialisiertes Unternehmen, hatte die Maschine mit auf knapp 800 cm³ aufgebohrtem Motor und einer Leistung von 55 PS vorbereitet. Im folgenden Jahr zog Teamchef Dietmar Beinhauer die BMWs nach der Hälfte der Distanz unter anderem wegen Getriebeschäden zurück. 1983 gewann Auriol zum zweiten Mal. 1984 siegte der Belgier Gaston Rahier mit einer etwa 70 PS starken 1000er vor Auriol und wiederholte diesen Erfolg 1985. Danach zog sich das Werksteam von BMW von der Dakar zurück.

### BMW in der Superbike-Weltmeisterschaft

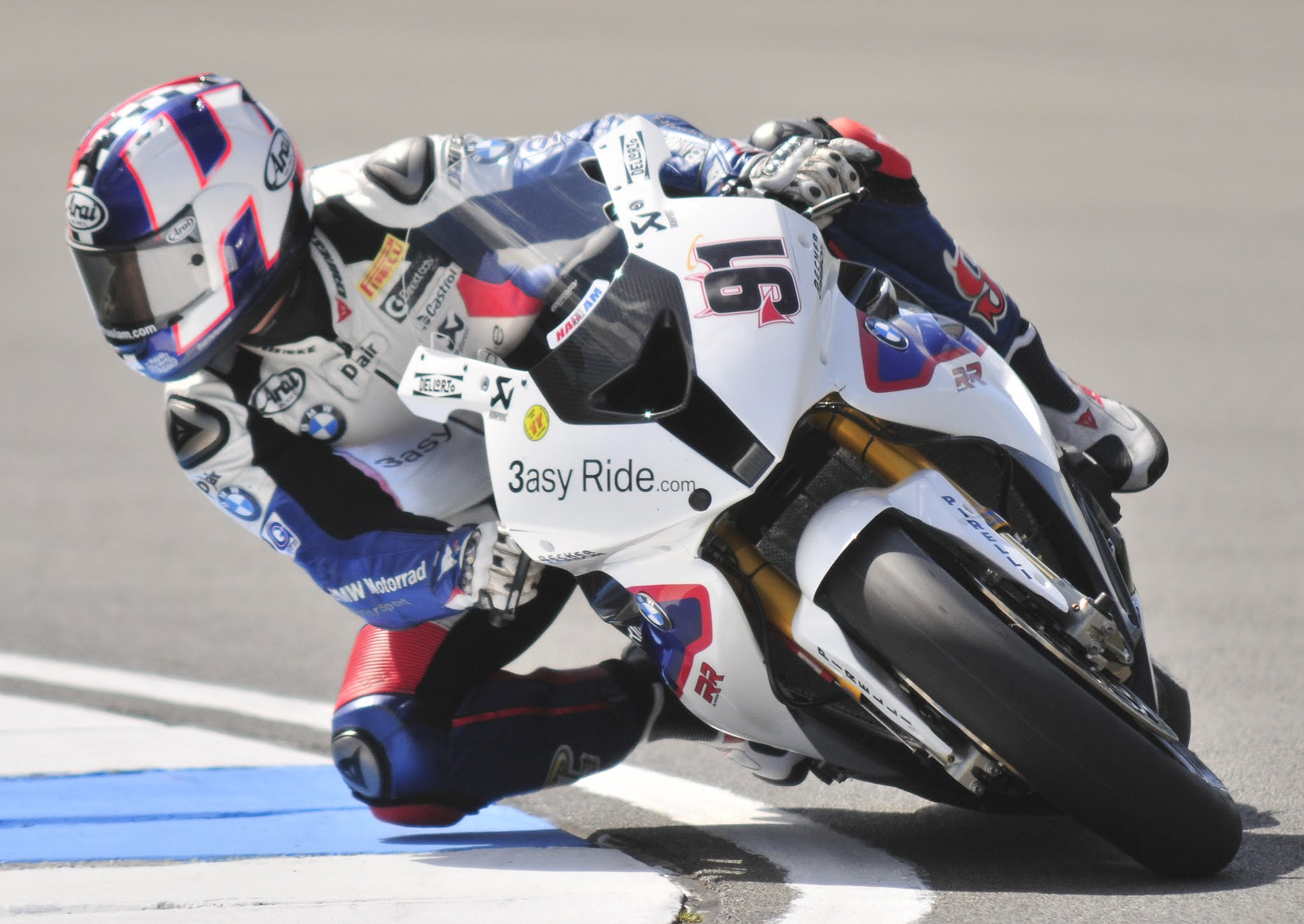
Leon Haslam 2012 auf der Werks-BMW

Von 2009 bis 2013 nahm BMW mit Werksfahrern an der Superbike-Weltmeisterschaft teil. Anlass dazu war, die Sportlichkeit und Wettbewerbsfähigkeit von BMW-Motorrädern am Beispiel der 2009 vorgestellten BMW S 1000 RR im Renneinsatz zu beweisen. Die S 1000 RR ist ein Motorrad mit quer eingebautem Vierzylinder-Reihenmotor und Kettenantrieb anstelle der lange Zeit für BMW typischen Kardanwelle. Der Motor mit einem Hubraum von 1000 cm³ leistete bei Markteinführung serienmäßig 142 kW bzw. 193 PS.
Bereits 2010 erreichte Werksfahrer Troy Corser einmal die Pole-Position und wurde in San Marino und in Italien Dritter. In der gleichen Saison gewann Ayrton Badovini den FIM Superstock 1000 Cup. 2011 folgte nach drei weiteren Platzierungen unter den ersten dreien der erste Sieg, dem sich 2012 sechs Siege von Marco Melandri und Leon Haslam sowie der zweite Titelgewinn im FIM Superstock 1000 Cup mit Sylvain Barrier anschlossen.
2013 beendete BMW das werksseitige Engagement in der Superbike-Weltmeisterschaft mit dem dritten Platz in der Herstellerwertung und sechs Siegen von Marco Melandri und Chaz Davies. Mit einer BMW HP4 gewann Barrier erneut den Superstock 1000 Cup.

## Rekorde auf dem Wasser
1968 erzielte Dieter Quester mit einem BMW-Motor Geschwindigkeitsrekorde für Motorboote der Klasse E1 über 1 km, 1 Stunde und 24 Seemeilen.